# Історія електромагнетизму
Історія електромагнітної теорії починається з давніх підходів до розуміння атмосферної електрики, зокрема блискавки.Тоді люди мало розуміли електрику і не могли пояснити її явища. Наукове розуміння природи електрики зростало протягом вісімнадцятого та дев'ятнадцятого століть завдяки роботі таких дослідників, як Ампер, Кулон, Фарадей та Максвелл.
Історія електрики відноситься до вивчення електрики, відкриття законів її фізичного явища та винаходу артефактів її практичного використання. Оскільки електрику називають як галуззю науки, яка вивчає її явища, так і галуззю техніки, в якій її застосовують, тому історія електрики — це розділ історії науки та історії технології, який досліджує її виникнення та еволюцію. Феномен електрики вивчався з давніх часів, але його наукове вивчення розпочалося в 17-18 століттях. Наприкінці XIX століття інженерам вдалося використати це для побутових та промислових потреб. Швидке розширення електричних технологій зробило її основою сучасного індустріального суспільства.
У 19 столітті стало зрозуміло, що електрика і магнетизм пов'язані між собою, а їх теорії – стали уніфікованими: заряди, перебуваючи у русі, створюють електричний струм, який в свою чергу зумовлює магнетизм. Джерелом електричного поля є електричний заряд, тоді як для магнітного поля — рух електричних зарядів (електричний струм).

## Антична та класична історія
Знання статичної електрики сягають найдавніших цивілізацій, але тисячоліттями вона залишалася просто цікавим і містичним явищем, без теорії на пояснення її поведінки, яку часто плутали з магнетизмом. Древні були знайомі з досить цікавими властивостями, якими володіли два мінерали: бурштин (élektron) і магнітна залізна руда. (μαγνῆτις λίθος magnētis lithos, magnētis lithos,камінь Магнезії, намагнічений камінь,). Бурштин при натиранні притягує легкі предмети, такі як пір'я; магнітна залізна руда має силу притягувати залізо.

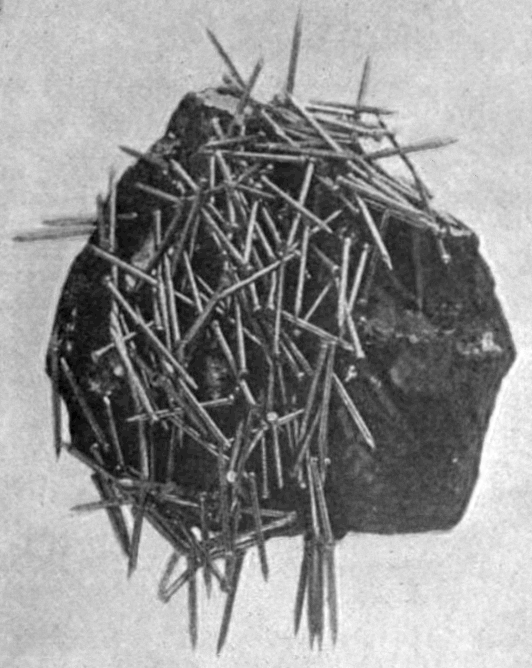
Відкриття властивостей магнітів.
Магніти вперше були знайдені в природному стані; в різних куточках світу, зокрема в Магнезії в Малій Азії, були виявлені певні оксиди заліза, які мали властивість притягувати невеликі шматочки заліза, як показано тут.

Спираючись на свою знахідку артефакту гематиту Ольмеки в Центральній Америці, американський астроном Джон Карлсон припустив, що «Ольмеки, можливо, виявили і використовували геомагнітний компас з магнетиту ще до 1000 до н.е.». Якщо це правда, то це «передувало китайському відкриттю геомагнітного компаса більш ніж на тисячоліття». Карлсон припускає, що Ольмеки, можливо, використовували подібні пристрої для астрологічних чи геометричних цілей або для орієнтації на свої храми, оселі живих або інтерменти мертвих. Найбільш раннє посилання на магнетизм в китайській літературі міститься в книзі 4-го століття до н.е. під назвою Книга майстра долини дияволів (鬼谷子): «магнетит знаходить залізо або притягує його»

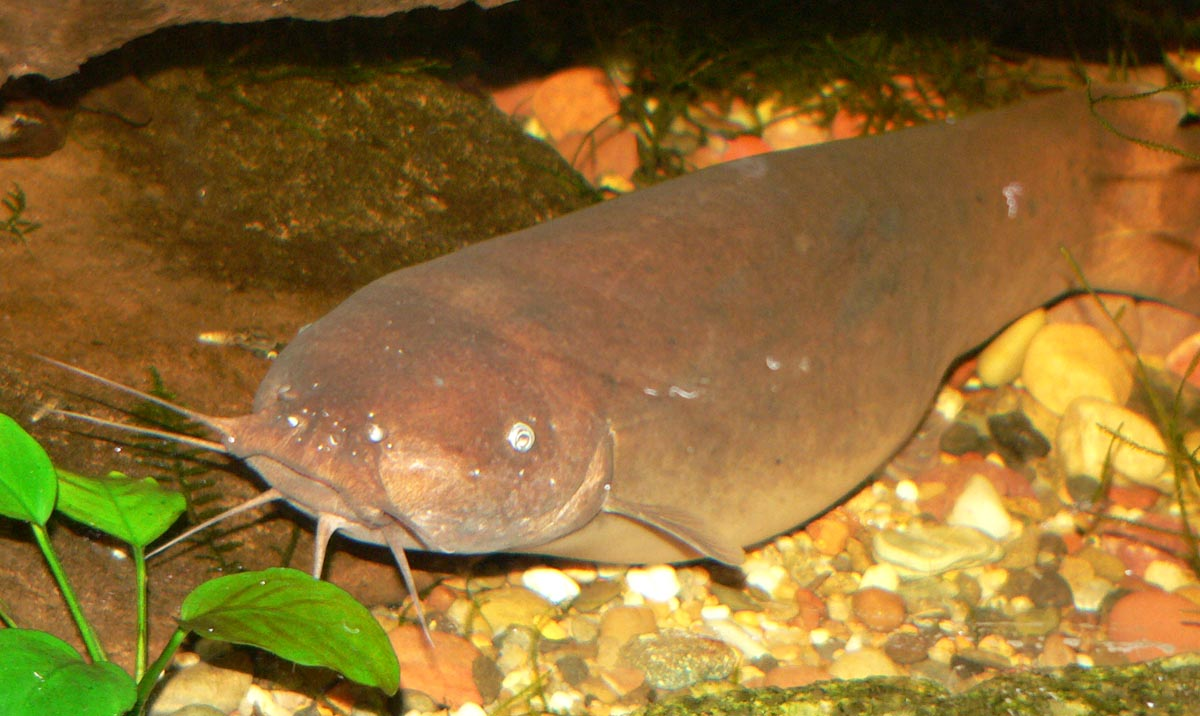
Електричні соми зустрічаються в тропічній Африці та річці Ніл.

Задовго до того, як існували будь-які знання про електромагнетизм, люди знали про наслідки ураженняелектрикою. Блискавка та інші прояви електрики, такі як вогонь святого Ельма, були відомі ще в давнину, але не було зрозуміло, що ці явища мають спільне походження.Стародавні єгиптяни знали про потрясіння при взаємодії з електричною рибою (наприклад, електричний сом) Ще з доісторичних часів люди спостерігали за тим, що при контактуванні з певними тваринами отримували різноманітні електричні удари. В текстах від 2750 року до н. е. стародавні єгиптяни називали цих риб "громом Нілу " і вважали їх «захисниками» всіх інших риб. Ще один можливий підхід до виявлення ідентичності природи блискавки та електрики від будь-якого іншого джерела, слід дати арабам, які до 15 століття використовували те саме арабське слово, як для блискавки(raad) так і для електричного ската.
У древніх середземноморських культурах було відомо, що натирання певних предметів, таких як бурштиновий брусок, вовною або хутром, створює невеликі заряди (трибоелектричний ефект), які притягували дрібні предмети. Греки відзначали, якщо довго натирати бурштин, вони навіть можуть отримати електричну іскру.. Приблизно до 600 року до н. е., грецький філософ Фалес Мілетський писав, що натирання хутром різних речовин, таких як бурштин, призведе до того, що вони притягуватимуть пилинки та інші легкі предмети. Він написав про ефект, тепер відомий як статична електрика. Фалес дійшов висновку, що тертя дає бурштиновий магнетизм, на відміну від мінералів, таких як магнетит, які не потрібно було терти. Він помилявся, вважаючи, що ці притягування породжується магнітним полем, хоча пізніше наука доведе, зв'язок між магнетизмом і електрикою. Згідно з суперечливою теорією, в Парфії могли знати про електроосадження, засноване на відкритті Багдадської батарейки в 1936 р., подібної до вольтової батареї, хоча сумнівно, що прилад мав електричний характер. Цей артефакт нагадує гальванічний елемент і експерименти підтверджують, що він міг використовуватися таким чином. Однак, бракує свідчень, що саме так його використовували в давнину.
Про електростатичні явища знов було повідомлено тисячоліттями пізніше римськими та арабськими натуралістами та медиками. Кілька стародавніх письменників таких, як Пліній Старший та Скрибоній Ларг, описували ефект оніміння від електричних розрядів, що виробляли електричні риби та ураження електричним струмом від електричних сомів і електричних скатів. Пліній у своїх книгах пише: «Стародавні тосканці, за своїм вченням, вважають, що існує дев'ять богів, які посилають блискавку, та їх існує одинадцяти видів». Це взагалі була рання язичницька теорія походження блискавки. Древні дотримувалися певної концепції, що удари можуть подорожувати вздовж проведення предметів. Крім того, вони знали, що ці розряди можуть передаватися струмопровідними матеріалами. Пацієнтів, які страждають від недуг, таких як подагра або головний біль, лікувались дотиком до електричної риби з надією ставились до того, що потужний поштовх може їх вилікувати.

## Середньовіччя та Відродження
Колись магнітне притягання Аристотель і Фалес вважали роботою душі в камені.

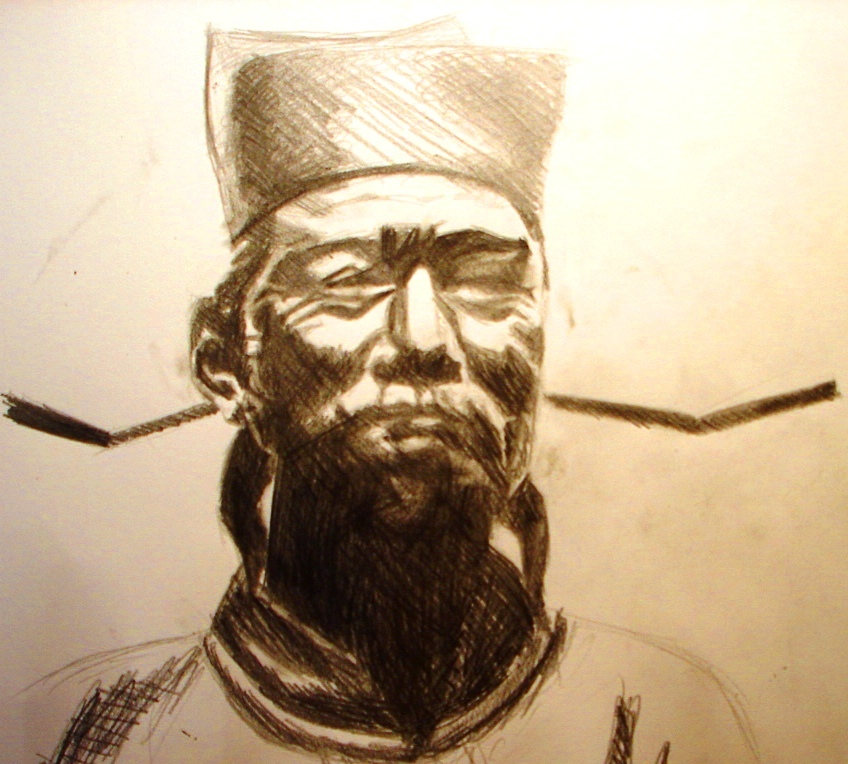
Шень Куо написав нариси басейну мрії (夢溪筆談); Також Шен вперше описав магнітну голку.

В 11 столітті китайський вчений Шень Куо (1031—1095) був першим, хто описав магнітний голковий компас і покращив точність навігації, використовуючи астрономічну концепцію справжньої півночі (Dream Pool Essays, 1088 р.), а до 12 століття китайці, як відомо, використовували для навігації компас із птахів. В 1187 р. Олександр Неккам першим в Європі описав компас та його використання в навігації.
У тринадцятому столітті Петро Пелерин, уродженець Марикура в Пікардії, зробив відкриття фундаментального значення. Французький учений 13 століття провів експерименти над магнетизмом і написав перший збережений трактат, в якому описував властивості магнітів і обертання голки компаса. Сухий компас був винайдений близько 1300 року італійським винахідником Флавіо Джоя.
Архиєпископ Євстафій Солунський, грецький учений і письменник 12 століття, фіксує, що Волівер, цар готів, міг отримати іскри з його тіла. Той самий письменник стверджував, що один філософ зміг під час одягання отримати іскри з одягу, результат, здавалося б, схожий на той, який отримав Роберт Сіммер у своїх експериментах з шовковими панчохами, ретельний виклад яких можна знайти у «Філософській праці Королівського товариства» 1759 року.
Італійський лікар Джироламо Кардано писав про електрику в De Subtilitate (1550) можливо, вперше, розрізнивши електричні та магнітні сили.

## 17 століття
До кінця 16-го століття, лікар часів королеви Єлизавети, д — р Вільям Гілберт, розширив роботу Кардано і у 1600 р. опублікував свою книгу «De Magnete», де для опису явищ, відкритих греками, використовує нове латинське слово electricus, що походить від грецького ἤλεκτρον (elektron), що означає «бурштин». Раніше італієць Джироламо Кардано вже, можливо, вперше розрізнив магнітні та електричні сили (De Subtilitate 1550). Гілберт, уродженець Колчестера, співробітник коледжу Сент-Джон, Кембридж і колись президент Коледжу лікарів, був одним із самих ранніх і найбільш видатних людей англійської науки — людина, чию працю Галілей вважав завидно великою. Він був призначений судовим лікарем і призначив пенсію, щоб звільнити його продовжувати дослідження в галузі фізики та хімії.
Гілберт здійснив ряд точних електричних експериментів, в ході яких він виявив, що багато речовин, крім бурштину, таких як сірка, віск, скло тощо, були здатні проявляти електричні властивості. Гілберт також виявив, що нагріте тіло втрачає електрику і волога перешкоджає електрифікації всіх тіл, завдяки загальновідомому факту, що волога погіршує ізоляцію таких тіл. Він також зауважив, що наелектризовані речовини притягують усі речовини, тоді як магніт притягує лише залізо. Завдяки багатьом відкриттям такого характеру Гілберт здобув звання засновника науки про електротехніку. Досліджуючи сили на легкій металевій голці, збалансованій у точці, він розширив перелік електричних тіл і виявив також, що багато речовин, включаючи метали та природні магніти, не виявляли сил притягувати при натиранні. Він зауважив, що суха погода з північним чи східним вітром була найбільш сприятливою атмосферною умовою для виявлення електричних явищ. Це спостереження, може спричинити помилкове уявлення, доки не буде зрозуміла різниця між провідником та ізолятором. Гілберт встановив різницю між обома явищами в результаті замовлення англійської королеви Єлизавети I вивчати магніти для підвищення точності компасів, що використовуються в навігації, досягнувши за допомогою цієї роботи основної основи для визначення основ електростатики. і магнетизму. На основі свого досвіду він класифікував матеріали на електричні (провідники) та неелектричні (ізолятори) і розробив перший електроскоп. Він виявив намагніченість під дією і помітив, що намагніченість заліза втрачається при нагріванні до червоного. Він вивчав нахил магнітної стрілки, роблячи висновок, що Земля поводиться як великий магніт.

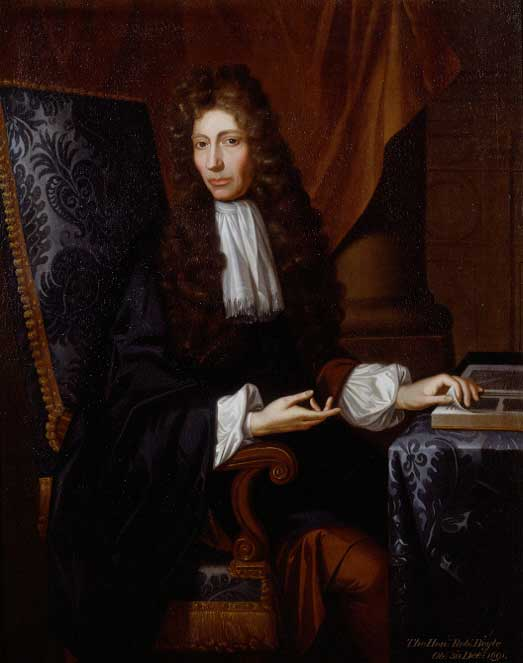
Роберт Бойль.

Роботу Гілберта продовжив Роберт Бойль (1627—1691), відомий філософ-природник, якого колись називали «батьком хімії та дядьком графа Корка». Бойль був одним із засновників Королівського товариства, коли він зустрічався особисто в Оксфорді, і став членом Ради після того, як у 1663 році Товариство було включене Карлом II. Він часто працював над новою наукою про електрику і додав декілька речовин до списку електриків Гілберта. Він залишив детальний виклад своїх досліджень під назвою Експерименти з походження електрики. У 1675 році Бойль заявив, що електричне притягання та відштовхування може діяти у вакуумі. Одним з його важливих відкриттів було те, що електрифіковані тіла у вакуумі притягуватимуть легкі речовини, тим самим вказуючи на те, що електричний ефект не залежить від повітря середовища. Він також додав смолу до відомого тоді списку електриків.
У 1663 р. Отто фон Геріке винайшов пристрій, який зараз визнаний раннім (можливо, першим) електростатичним генератором, але він спочатку не визнавав його електричним пристроєм або проводив з ним електричні експерименти. До кінця 17 століття дослідники розробили практичні засоби генерування електричного струму шляхом тертя електростатичного генератора, але розвиток електростатичних машин розпочався серйозно до 18 століття, коли вони стали фундаментальними інструментами у дослідженнях нової наука про електрику. Він був першою людиною, яка вивчала люмінесценцію.
Перше вживання слова електрика приписується серу Томасу Брауну в його праці 1646 року «Псевдодоксальна епідемія».
Перша поява терміна електромагнетизм з іншої сторони походить з більш ранньої дати: 1641 року, Магнес, єзуїтського пресвітера Атанасія Кірхера на сторінці 640 містить провокаційний заголовок: "Електромагнетизм, тобто Про магнетизм бурштину або електричні атракціони та їх причини "(ηλεκτρο-μαγνητισμος id est sive De Magnetismo electri, seu electricis privlactionibus earumque causis).

## 18 століття

### Удосконалення електричної машини

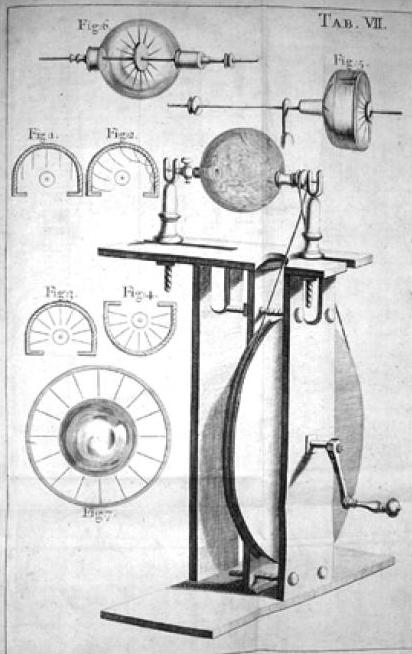
Генератор, побудований Френсісом Хоуксбі.

Незабаром електричну машину вдосконалили Френсіс Хоуксбі, його учень Літцендорф та проф. Георг Маттіас Босе, близько 1750 року. Ліцендорф, досліджуючи Крістіана Августа Хаузена, замінив скляну кулю на кулю із сірки Геріке. Босе був першим, хто застосував «основний провідник» у таких машинах, що складаються із залізного стрижня, який тримає в руці людина, тіло якої було ізольоване, стоячи на блоці смоли. Інґенхауз протягом 1746 р. винайшов електричні машини, виготовлені з пластинкового скла. Експерименти з електричною машиною значною мірою сприяли виявленню, що скляна пластинка, покрита з обох сторін фольгою, при з'єднанні з джерелом електрорушійної сили накопичує електричний заряд. Незабаром електричну машину вдосконали Ендрю Гордон, шотландець, професор Ерфурта, який замінив скляну кулю скляним циліндром; і Гіссінг з Лейпцига, який додав «гуму», що складається з подушки з вовняного матеріалу. Колектор, що складається з серії металевих точок, був доданий до машини Бенджаміном Вілсоном близько 1746 р., А в 1762 р. Джон Кентон з Англії (також винахідник першого кульового електроскопа в 1754 р.) підвищив ефективність електричних машин шляхом розбризкування амальгами олова по поверхні гуми.

### Електрика та неелектрика
У 1729 році Стівен Грей провів серію експериментів, які довели різницю між провідниками та непровідниками (ізоляторами), показавши серед іншого, що металевий дріт і навіть пачка проводять електрику, тоді як шовк цього не робить. В одному з своїх експериментів він пропускав електричний струм через конопляний шнур у 800 футів, який з інтервалами підвішували в петлі з шовкової нитки. Коли він спробував провести той самий експеримент, замінивши шовк на тонко скручений  латунний дріт, то виявив, що електричний струм вже не проводиться по всьому конопляному шнуру, а натомість, здається, зникає в латунному дроті. Після цього експерименту він класифікував речовини на дві категорії: «електрики» такі, як скло, смола і шовк, і «неелектрики» такі, як метал і вода. «Неелектрики» проводили заряди, тоді як «електрики» тримали заряд.

### Склоподібний і смолистий
Заінтригований результатами Грея, в 1732 р. Шарль Франсуа Дюфе почав проводити кілька експериментів. У своєму першому експерименті Дюфе дійшов висновку, що всі предмети, крім металів, тварин і рідин, можуть електризуватися шляхом натирання, а метали, тварини та рідини можуть електризувати за допомогою електричної машини, тим самим дискредитуючи класифікацію речовин на «електрики» та «неелектрики» Грея. Дюфе серед багатьох інших експериментів, зауважив, що золоту фольгу завжди відштовхував наелектризований скляний злиток. Він опублікував свої праці в 1733 р., Першим виявивши існування двох типів електричних зарядів (в наш час називаються позитивними та негативними), які він назвав склоподібним зарядом і смолистим зарядом, оскільки обидва вони проявляються певним чином при натиранні шовкову тканину, скло (позитивний заряд) та іншим способом при натиранні шкірою деяких смолистих речовин, таких як бурштин або гума (негативний заряд).
У 1737 р. Дюфе і Хоуксбі незалежно виявили і вони вважають, що існує два види електричної енергії тертя; один, що утворюється від натирання скла, інший — від натирання смоли. З цього Франсуа Дюфе теоретично вважає, що електрична енергія складається з двох електричних рідин «склоподібної» та «смолистої», які розділяються тертям і нейтралізують один одного при поєднанні. Цю картину електрики підтримав також Крістіан Готліб Кратценштейн у своїх теоретичних та експериментальних роботах. Дворідна теорія пізніше породить концепцію позитивних і негативних електричних зарядів, розроблених Бенджаміном Франкліном.

### Лейденська банка

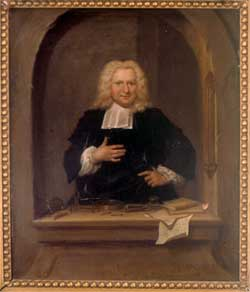
Пітер ван Мюшенброк.

Лейденська банка, тип конденсатора для електричної енергії у великих кількостях, було винайдено незалежно Евальдом Георгом фон Клейстом 11 жовтня 1744 р. та Пітером ван Мушенбруком у 1745—1746 рр. в Лейденському університеті (останнє місце дав назву пристрою). Провів експеримент, щоб перевірити, чи може пляшка, наповнена водою, зберігати електричні заряди. Ця пляшка складалася з ємності із пробкою, через яку пропускають занурений у рідину металевий стрижень. Стрижень має форму гачка у верхній частині, до якої підходить електрично заряджений провідник. Під час досвіду асистент відокремив провідник і отримав сильний удар, наближаючись рукою до стрижня, через статичну електрику, яка зберігалася в пляшці. Таким чином було виявлено банку Лейдена та основу електричних конденсаторів струму, які англіцизм неправильно називав конденсаторами. Вільям Уотсон, експериментуючи з банкою Лейдена, виявив у 1747 р., що розряд статичної електрики еквівалентний електричному струму. Ємність була вперше помічена Е. Г. фон Клейстом з Лейдена в 1754 році. Фон Клейст випадково тримав біля своєї електричної машини невелику пляшку, у горловині якої був залізний цвях. Доторкнувшись до залізного цвяха випадково іншою рукою, він отримав сильне ураження електричним струмом. Так само, як і Мушенбрук за допомогою кунанів отримав сильний шок від дещо схожої скляної пляшки. Сер Вільям Уотсон з Англії значно вдосконалив цей пристрій, накривши пляшку або банку ззовні фольгою. Цю частину електричного апарату буде розпізнатися, як добре відому лейденську банку, яку так назвав абат Нолле з Парижа, за місцем її відкриття.
У 1741 р. Джон Елікотт «запропонував виміряти силу наелектризованості за його силою підняти вагу в одній шкалі ваги, тоді як іншу утримували над наелектризованим тілом і притягувати до нього своєю силою». Ще в 1746 році Жан-Антуан Нолле (1700—1770) проводив експерименти щодо швидкості поширення електричного струму. Залучаючи 200 ченців, з'єднаних з рук у руки 7-метровим залізним дротом, щоб утворити коло приблизно 1,6 км, він зміг довести, що ця швидкість є скінченною, хоч і дуже високою. У 1749 році сер Вільям Уотсон провів численні експерименти, щоб встановити швидкість електричного струму в проводі. Ці експерименти, хоча, можливо, і не так призначені, також продемонстрували можливість передачі сигналів на відстань за допомогою електричного струму. У цих експериментах заданий сигнал, миттєво переміщався ізольованим дротом довжину 12 266 футів. Ле Монньє у Франції раніше робив дещо подібні експерименти, посилаючи поштовхи через залізний дріт завдовжки 1319 футів.
Близько 1750 р. були зроблені перші експерименти з електротерапії. Різні експериментатори робили тести, щоб встановити фізіологічні та терапевтичні наслідки впливу електричного струму. Ці зусилля розширив, під час навчання в Галле, Краценштейн з особливим акцентом на використання електричного струму в медицині. Свої думки в цьому напрямку у 1744 році він виклав в трактаті та опублікував під назвою Abhandlung von dem Nutzen der Electricität in der Arzeneiwissenschaft. В експериментах та спостереженнях він побачив, як електричний струм може впливати на пульс та потовиділення людини. Так само він побачив, як електричні розряди можуть вилікувати певні неврологічні розлади. Пізніше ці ідеї перейняли інші і вони переросли в те, що сьогодні загалом називають електротерапією. Деменбрей в Единбурзі вивчав вплив електрики на рослини і дійшов висновку, що зростання двох миртних дерев прискорилося під дією електричного струму. Ці мирти піддавалися дії електричного струму «впродовж жовтня місяця 1746 року, і вони випускали гілки та цвіт раніше, ніж інші кущі такого ж роду, які не були на які не були підданні дії електричного струму». Аббе Менон у Франції спробував ефекти тривалого застосування електрики на людей та птахів і виявив, що учасники експерименту втрачали вагу, таким чином, очевидно, показавши, що електричний струм прискорює виділення. Ефективність лікування електричним струмом у випадках паралічу була випробувана в повітовій лікарні в Шрусбері, Англія, з досить слабким успіхом.

### Кінець 18 століття

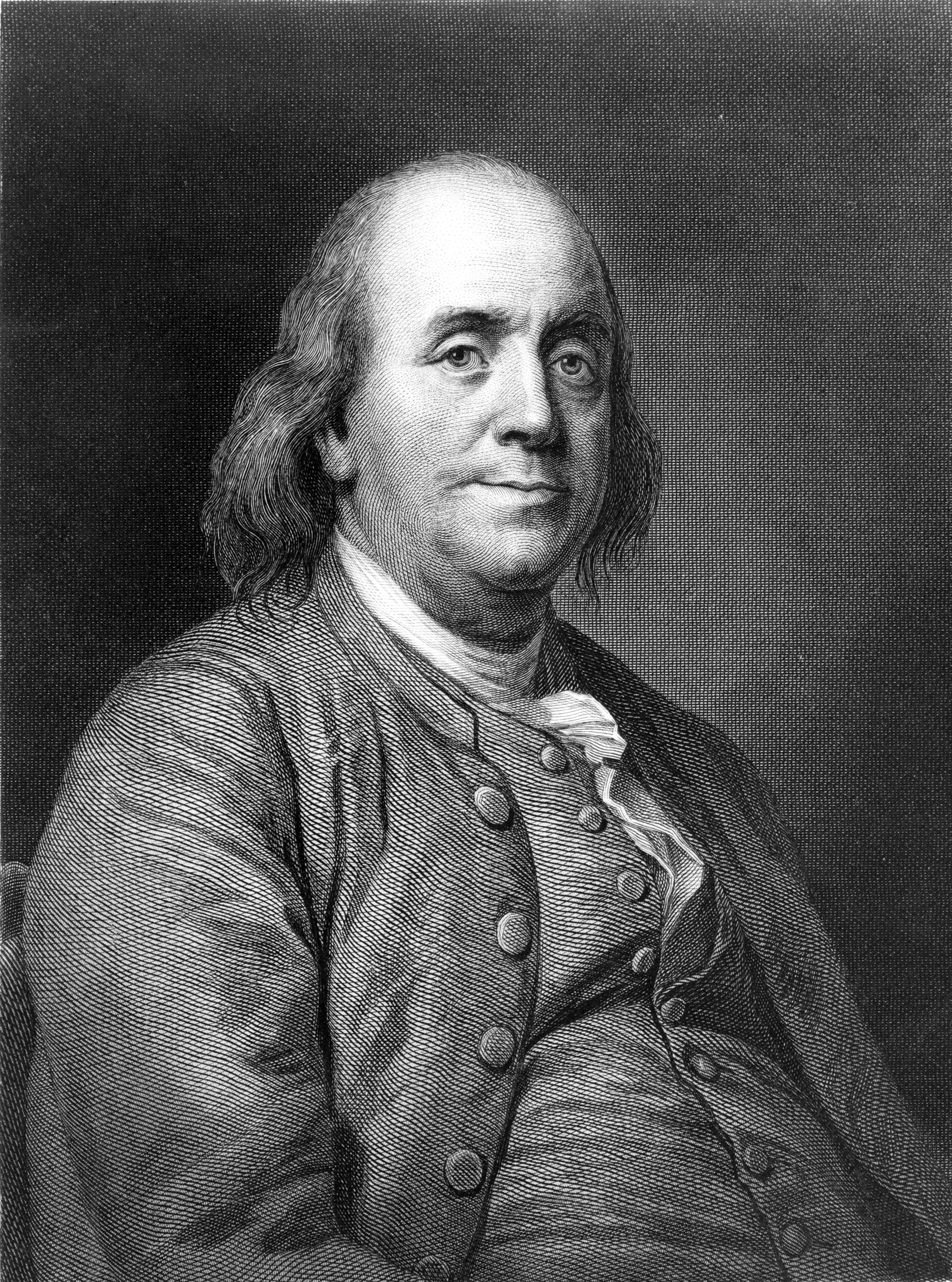
Бенджамін Франклін.

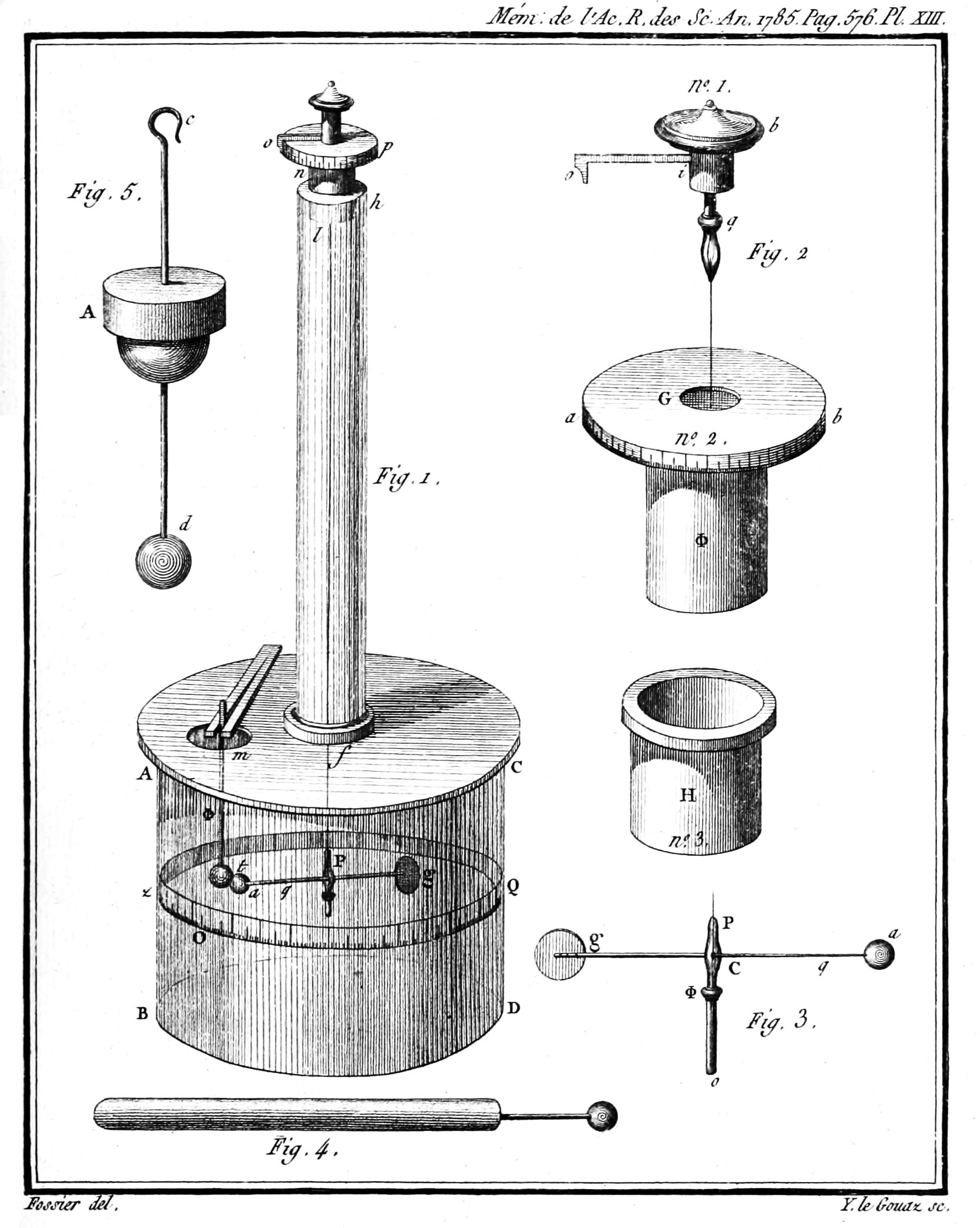
Нанесення торсіонного балансу Кулона. З таблиці 13 його мемуару 1785 року.

Бенджамін Франклін продовжував свої дослідження електроенергії та теорії через знаменитий, хоч і надзвичайно небезпечний експеримент того, як його син летить на змії в загрозу в штормовому небі. Ключ, прикріплений до кайт-струни, розпалив і зарядив банку Лейдена, встановивши таким чином зв'язок між блискавкою та електрикою. Після цих експериментів він винайшов блискавковідвід. Конвенція позитивної та негативної електрики вважається Франкліном (частіше) або Ебенезер Кіннерслі з Філадельфії (рідше).
Теорії щодо природи електрики в той період були досить нечіткими, а ті що існували були більш-менш суперечливими. Франклін вважав, що електрика — це незміна рідина, яка пронизує все, і у своєму нормальному стані вона рівномірно розподілена у всіх речовинах. Він припускав, що електричні прояви, отримані натиранням скла, зумовлені виробленням надлишку електричної рідини в цій речовині, а прояви електрики, отримані натиранням воску, зумовлені дефіцитом рідини. Цьому поясненню протистояли прихильники «дворідної» теорії, такі як Роберт Сіммер у 1759 році. У цій теорії склоподібні та смолисті електрики розглядали як непереборні рідини, кожна рідина складалася з взаємно відштовхуючих частинок, а частинки протилежної електрики взаємно притягуються. Коли дві рідини об'єднуються внаслідок їх притягання одна до одної, їх вплив на зовнішні об'єкти нейтралізується. Процес натирання тіла розкладає рідини, одна з яких залишається надлишком на тілі і проявляється як склоподібна або смолиста електрика.
До часу історичного експерименту з повітряними зміями Франкліна ідентичність блискавки та електрики, що виникає внаслідок натирання та від електростатичних машин (фрикційна електрика) ще не була встановлена. Доктор Уолл, абат Нолет, Хоксбі,, Стівен Грей і Джон Генрі Вінклер справді припустили схожість явищ «електрики» та «блискавки», Грей натякнувши, що вони лише відрізнялися за ступенем. Однак, безсумнівно, Франклін першим запропонував тести для визначення однаковості явищ. У листі до Пітера Комлінсона з Лондона 19 жовтня 1752 року Франклін, посилаючись на свій експеримент з повітряними зміями, пише: «За цим ключем може бути заряджена склянка (банка Лейдена); і від отриманого таким чином електричного вогню можна розпалювати спиртні напої, а також сформувати всі інші електричні експерименти, які зазвичай проводяться за допомогою натеранням скляної кулі або трубки, і тим самим повністю демонструє однаковість електричної речовини з блискавкою»
"At this key the phial (Leyden jar) may be charged; and from the electric fire thus obtained spirits may be kindled, and all the other electric experiments be formed which are usually done by the help of a rubbed glass globe or tube, and thereby the sameness of the electric matter with that of lightning be completely demonstrated."
10 травня 1742 року Томас-Франсуа Далібард, в Марлі (поблизу Парижа), використовуючи вертикальний залізний стрижень довжиною 40 футів, дещо додавши до Франклінського експерименту отримав результати, які відповідали тим, що були зафіксовані Франкліном. Важлива демонстрація Франкліном однаковості тертя електрики та блискавки безперечно додала родзинки зусиллям багатьох експериментаторів у цій галузі в останній половині 18 століття, щоб сприяти прогресу науки.
Спостереження Франкліна пізніше допомогли вченим таким, як Майкл Фарадей, Луїджі Гальвані, Алессандро Вольта, Андре-Марі Ампер та Георг Симон Ом, їх колективна робота стала основою для сучасних електричних технологій і для яких названі основні одиниці електричного вимірювання. Серед інших, хто розвивав би сферу знань, були Вільям Уотсон, Георг Маттіас Бос, Смітон, Луї-Гійом Ле Моньє, Жак де Ромас, Жан Джаллаберт, Джованні Баттіста Беккарія, Тіберій Кавалло, Джон Кентон, Роберт Сіммер, абат Нолле, Джон Генрі Вінклер, Бенджамін Вілсон, Ебенезер Кіннерслі, Джозеф Прістлі, Франц Епінус, Едвард Хусі Делавай, Генрі Кавендіш та Шарль-Огюстен Кулон. Описи багатьох експериментів та відкриттів цих ранніх вчених-електриків можна знайти в наукових публікаціях того часу, зокрема «Філософські трансакції», «Філософський журнал», «Кембриджський математичний журнал», «Народна філософія Юнга», «Історія електрики Прістлі», «Досліди Франкліна та спостереження» Електрика, Трактат Каваллі про електрику та Трактат Де ла Ріва про електрику.
Генрі Еллес був одним із перших людей, хто запропонував зв'язок між електрикою та магнетизмом. У 1757 р. він стверджував, що писав до Королівського товариства ще в 1755 р. про зв'язкок між електрикою і магнетизмом, стверджуючи, що «в силі магнетизму є деякі властивості, дуже схожі на електричні», але вони "ні в якому разі не однакові ". У 1760 р. він також стверджував, що в 1750 р.був першим хто «задумався над тим, як електричний вогонь може бути причиною грому»..Серед найбільш важливих електричних досліджень та експериментів у цей період були дослідження Франца Епіна, відомого німецького вченого (1724—1802) та Генрі Кавендіша з Лондона, Англія.
Франц Епін вважається першим, хто висловив думку про взаємне співвідношення електричного струму та магнетизму. У своїй праці Tentamen Theoria Electricitatis et Magnetism опублікованій у Санкт-Петербурзі в 1759 р., він подав наступне підтвердження теорії Франкліна, яка за деякими її особливостями приблизно відповідає сучасним поглядам: «Частинки електричної рідини відштовхують одина одну, притягують і притягуються частинками всіх тіл із силою, яка пропорційно зменшується із збільшенням відстані; електрична рідина існує в порах тіл; вона безперешкодно рухається через неелектричні (провідники), але рухається зі складністю в ізоляторах; прояви електрики обумовлені неоднаковим розподілом рідини в тілі або наближенням до тіл, нерівномірно заряджених рідиною». Епін сформулював відповідну теорію магнетизму, за винятком того, що у випадку магнітних явищ рідини діяли лише на частинки заліза. Він також зробив численні електричні експерименти, очевидно, показуючи, що для прояву електричних ефектів турмалін повинен бути нагрітий до температури від 37,5°С до 100°С. Насправді турмалін залишається неелектризованим, коли його температура рівномірна, але проявляє електричні властивості, коли його температура підвищується або падає. Кристали, що виявляють електричні властивості таким чином, називаються піроелектриками; поряд із турмаліном, до них входять сульфат хініну та кварцу.
Генрі Кавендіш самостійно довів теорію електрики, майже подібну до теорії Епіна. У 1784 році він, мабуть, перший хто застосував електричну іскру для спалювання водню та кисню у належних пропорціях, щоб отримати чисту воду. Кавендіш також виявив індуктивну здатність діелектриків (ізоляторів) і вже в 1778 р. виміряв питому індуктивну здатність бджолиного воску та інших речовин у порівнянні з повітряним конденсатором. Експериментально встановив (1771 р.) вплив середовища на ємність конденсаторів і визначив (1771) значення діелектричних сталих кількох речовин. Визначив (1797—1798) сили взаємного притягання масивних тіл
Близько 1784 р. Ш. О. Кулон розробив торсіонний баланс, виявивши те, що зараз відомо як закон Кулона: сила, що діє між двома невеликими наелектризованими тілами, змінюється навпаки, як квадрат відстані, а не так, як припускав Епін у своїй теорії електрики, а просто навпаки, як відстань. Згідно з теорією, висунутою Кавендішем, «частинки притягуються і притягуються навпаки як якась менша сила відстані, ніж куб». Значна частина області електроенергії стала практично анексованою відкриттям Кулоном закону обернених квадратів.
Завдяки експериментам Вільяма Уотсона та інших, які довели, що електрика може передаватися на відстань, ідея практичного використання цього явища почала захоплювати свідомість допитливих людей приблизно в 1753 році. З цією метою було внесено пропозиції щодо використання електроенергії для передачі інформації. Першим із методів, розроблених з цією метою, був, мабуть, метод Жоржа Лесажа в 1774 р. Цей прийом складався з 24 проводів, ізольованих один від одного, і кожен мав пробкову кулю, з'єднану з віддаленим кінцем. Кожен провід відповідав певній букві алфавіту. Щоб надіслати повідомлення, потрібний провід на мить заряджався електрикою від електричної машини, після чого пробкова кулька, підключена до цього дроту, вилітала. Були також випробувані інші методи телеграфування, в яких використовувалася фрикційна електрика, деякі з яких описані в історії телеграфу.
Епоха гальванічної або вольтової електрики представляла революційну відмідність від історичної концентрації на електриці тертя. Алессандро Вольта виявив, що хімічні реакції можна використовувати для створення позитивно заряджених анодів та негативно заряджених катодів. Коли між ними був прикріплений провідник, різниця в електричному потенціалі (також відома як напруга) приводила струм між ними через провідник. Різниця потенціалів між двома точками вимірюється в вольтах, на честь визнання роботи Вольта.
Перша згадка про вольтаїчну електрику, хоча і не була визнана такою на той час, була, мабуть, зроблена Йоганом Георгом Сульцером в 1767 році, який, підставивши під свій язик маленький диск з цинком і невеликий диск з міддю, спостерігав особливий смак, коли торкаються їх країв металів. Сульцер припускав, що коли метали з'єднуються, вони переходять у вібрацію, діючи на нерви язика, виробляючи помічені ефекти. У 1790 р. Проф. Луїджі Алісіо Гальвані з Болоньї, проводячи експерименти з «тваринною електрикою», помітив посмикування жаб'ячих ніг під дією електричної машини. Він зауважив, що м'яз жаби, підвішеної на залізній балюстраді мідним гачком, що проходить через спинний стовп, зазнав енергійних судом без сторонніх причин, без дії на нього електричної машин.
Щоб пояснити це явище, Гальвані припустив, що в нервах і м'язах жаби існує електрика протилежних видів, м'язи та нерви, що складають заряджені покриття банки Лейдена. Гальвані опублікував результати своїх відкриттів разом зі своєю гіпотезою, яка привернула увагу фізиків того часу. Найвидатнішим з них був Вольта, професор фізики з Павії, який стверджував, що результати, які спостерігав Гальвані, були результатом взаємодії двох металів, міді та заліза, які діяли як електромотори, і що м'язи жаби відігравали роль провідника, що з'єднує схему. Це спричинило тривалу дискусію між прихильниками суперечливих поглядів. Одна група погодилася з Вольтом, що електричний струм був результатом електрорушійної сили контакту двох металів; інші прийняли напрямок погляду Гальвані, який стверджував, що струм є результатом хімічної спорідненості між металами та кислотами в банці. Майкл Фарадей писав у передмові до своїх експериментальних досліджень щодо питання, чи металевий контакт продукує частину електроенергії вольтової батареї: «Я не бачу жодної причини, яка б ще змінила думку, яку я обумовив; … але сам момент має настільки велике значення, що я маю намір при першій нагоді поновити дослідження і, якщо зможу, надати незаперечні докази для всіх або однієї сторони, або іншої».
Однак навіть сам Фарадей не вирішив суперечки, і хоча погляди адвокатів з обох сторін питання зазнали змін, як вимагали подальші розслідування та відкриття, і до 1918 р. різбіжність думок з цих питань продовжувало віддалятись. Вольта здійснив численні експерименти на підтримку своєї теорії і в кінцевому підсумку розробив купу або батарею яка була попередницею всіх наступних хімічних батарей, і відрізнялася особливістю бути першим засобом отримання довготривалого безперервного струму електрики. Вольта передав опис своєї купи Лондонському королівському товариству, і незабаром після цього Ніколсон і Кавендіш (1780) здійснили розкладання води за допомогою електричного струму, використовуючи купу Вольти як джерело електрорушійної сили.

## 19 століття

### Початок 19 століття

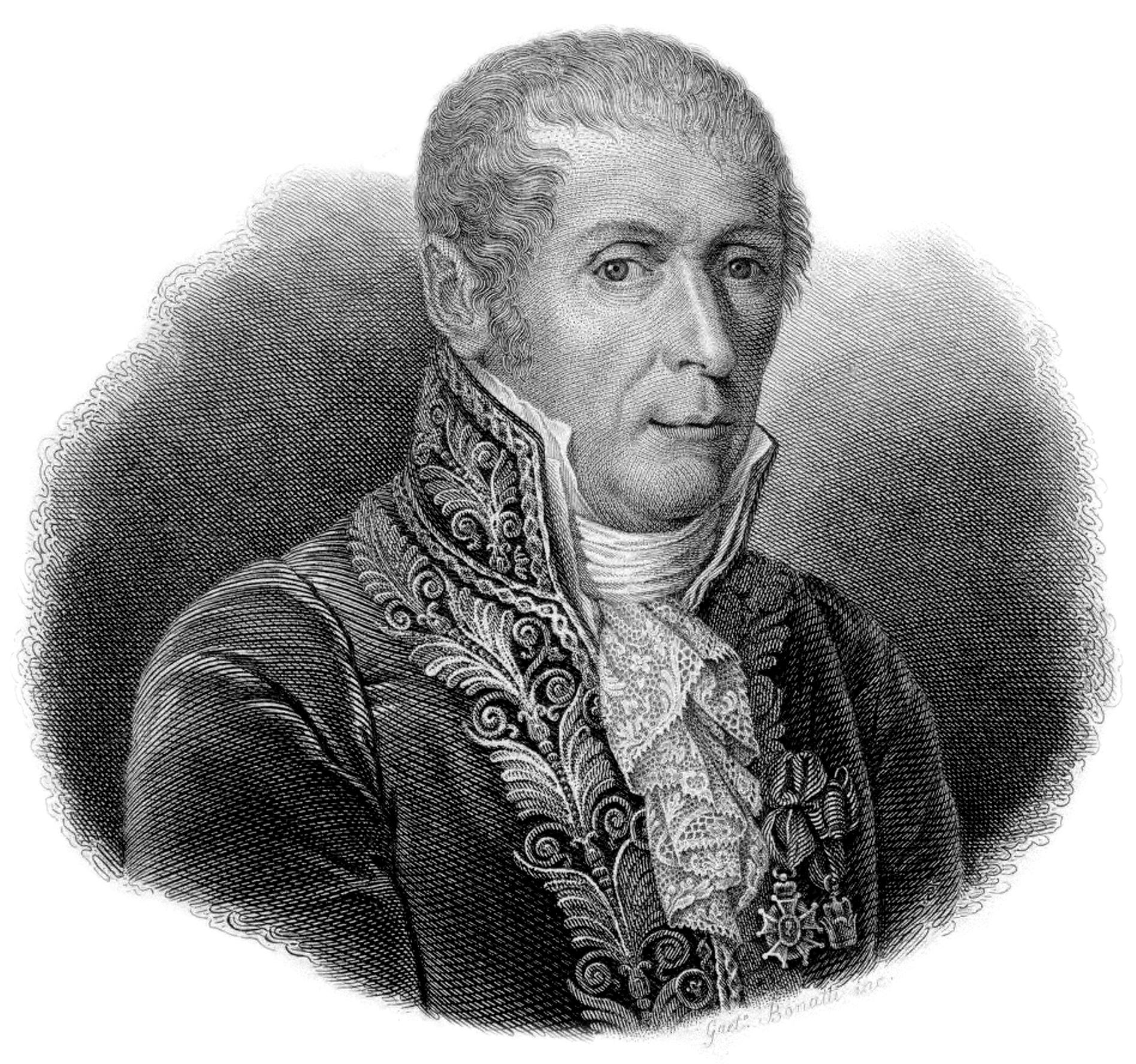
Алессандро Вольта.

У 1800 році Алессандро Вольт сконструював перший пристрій для виробництва постійного електричного струму, пізніше відомого як електрична батарея. Завдяки стосу цинкових і мідних дисків, розділених картонними дисками, змочених електролітом, і з'єднаних на кінцях зовнішнім ланцюгом, Вольта вперше зміг виробляти безперервний електричний струм за власним бажанням. Наполеон, поінформований про його витвори, викликав його в 1801 році для командного виконання своїх експериментів. Він отримав багато медалей та відзнак, включаючи орден Почесного легіону.
Більшу частину свого життя він присвятив вивченню електричних явищ, винайшов електрометр і евдіометр, написав численні наукові трактати.
Гемфрі Деві в 1806 р., використовуючи вольтову купу приблизно з 250 пластин, або пари, розкладав калій і соду, показуючи, що ці речовини були відповідно оксидами калію та натрію, метали, які раніше були невідомі. Ці експерименти стали початком електрохімії, розслідуванням якої взявся Фарадей, і щодо якої в 1833 р. Він оголосив свій важливий закон електрохімічних еквівалентів, а саме: «Однакова кількість електроенергії — тобто той самий електричний струм — хімічно розкладається еквівалентній кількості всіх тіл, які він перетинає; отже, ваги елементів, розділених в цих електролітах, є один одному як їх хімічні еквіваленти „.
Деві вперше зміг ідентифікувати різні хімічні елементи експериментально, використовуючи електроліз, і вивчив енергію, яка бере участь у процесі. Між 1806 і 1808 рр. Він опублікував результати своїх досліджень щодо електролізу, де домігся поділу магнію, барію, стронцію, кальцію, натрію, калію та бору. У 1807 році він виготовляє батарею з більш ніж 2000 подвійних пластин, за допомогою яких виявляє хлор і показав, що це хімічний елемент, даючи йому таку назву завдяки зеленувато-жовтому кольору. Застосувавши батарею з 2000 елементів вольтової купи Гемфрі Деві в 1809 році провів першу публічну демонстрацію електричного дугового світла, використовуючи для цього деревне вугілля, укладене у вакуумі. Разом з В. Т. Бранде йому вдалося виділити літій з його солей шляхом електролізу оксиду літію (1818). Він був керівником і наставником Майкла Фарадея. Він також створив захисну лампу для шахт, яка носить його ім'я (1815), і був піонером у боротьбі з корозією за допомогою катодного захисту. У 1805 році він був нагороджений медаллю Коплі.
Дещо важливо відзначити, що лише через багато років після відкриття вольтової купи однозначність тваринної електрики та тертя з електрикою Вольта була чітко визнана та продемонстрована. Таким чином, ще в січні 1833 р. ми знаходимо написане Фарадеєм у статті про електрику електричного ската.“ Після вивчення експериментів Уолша Яна Інгенхауза, Генрі Кавендіша, сера Г. Деві та доктора Дейві, на мою думку не залишається сумніву, про тотожність електрики тварин із загальною (фрикційною) і вольтаїчною електрикою; і я припускаю, що в пам'яті інших залишиться так мало, що виправдало б моє утримання від тривалого вступу у філософський доказ цієї ідентичності. Сумнівів, викликаних сером Хамфрі Деві, позбавив його брат, доктор Дейві; результати останнього зворотні до результатів першого. . . . Загальний висновок, який, на мою думку, слід зробити з цієї збірки фактів (таблиця, що показує схожість властивостей різноманітних імен електрики), полягає в тому, що електрика, незалежно від того, яке джерело є, однакова за своєю природою».
Але доречно стверджувати, що до часів Фарадея подібність електроенергії, отриманої з різних джерел, була більш ніж невпевненість. Так, Вільям Гайд Волластон у 1801 році писав: "Ця подібність засобів, завдяки яким і електрика, і гальванізм (вольтаїчна електрика) здаються збуджуються на додоповнення до схожості, яка простежується між їх наслідками, показує, що обидві вони по суті однакові і підтверджують думку, яку вже висловили інші, про те, що всі виявлені відмінності в наслідках останньої можуть бути пов'язані з тим, що вони менш інтенсивні, але виробляються у значно більшій кількості " У цій же роботі Волластон описує певні експерименти, в яких він використовує дуже тонкий дріт у розчині сульфату міді, через який він пропускав електричні струми від електричної машини. Це цікаво у зв'язку з подальшим використанням майже подібних аналогічно розташованих тонких проводів в електролітичних приймачах у бездротовій мережі або радіотелеграфії.

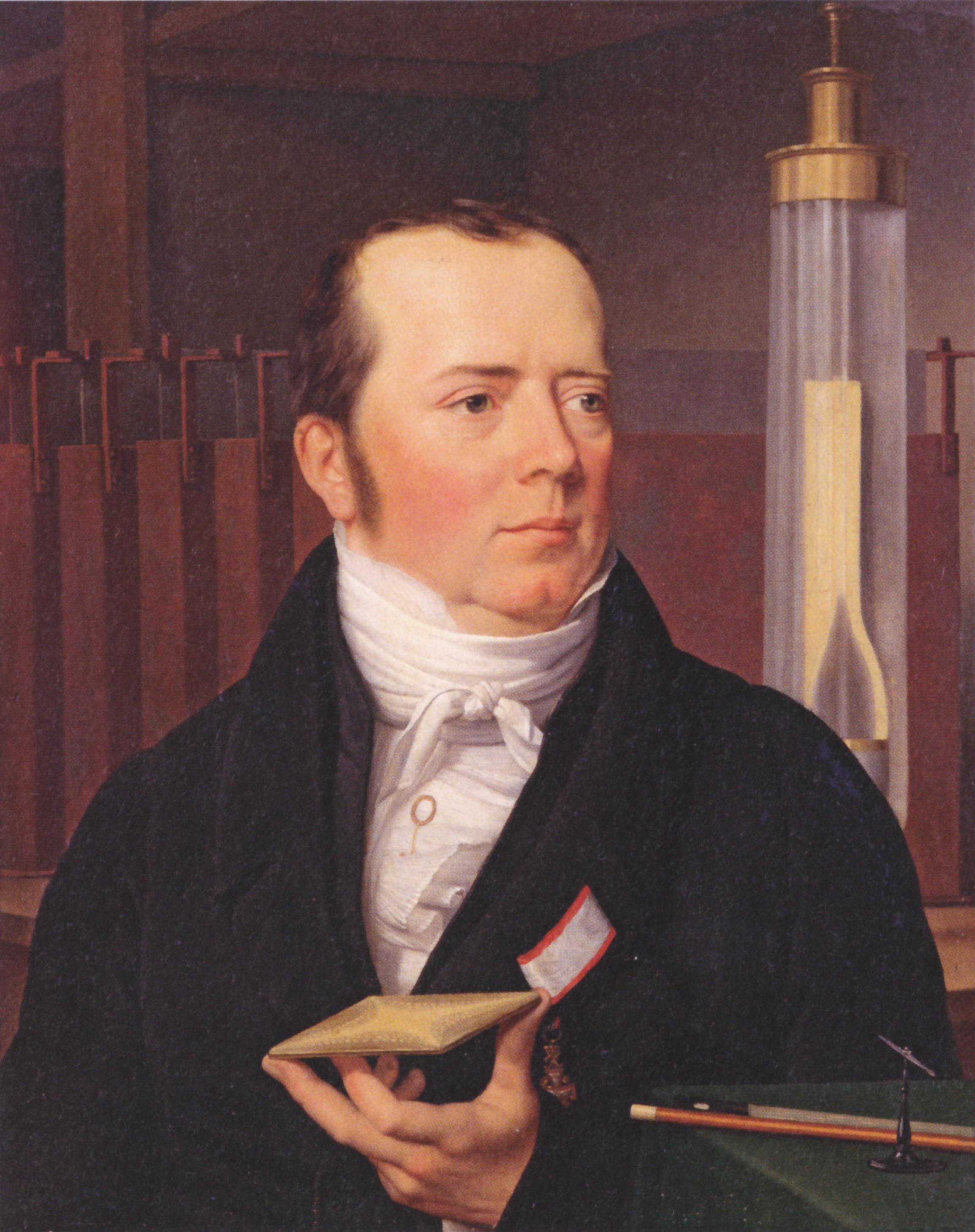
Ганс Крістіан Ерстед.

У першій половині 19 століття до світових знаннь про електроенергію та магнетизм було внесено багато дуже важливих доповнень. Наприклад, у 1819 р. Ганс Крістіан Ерстед з Копенгагена виявив ефект відхилення електричного струму, що проходить через дріт — підвішену магнітну голку. У 1813 р. Він передбачив існування електромагнітних явищ, а в 1819 р. йому вдалося продемонструвати свою теорію емпірично, виявивши разом з Ампером, що намагнічена стрілка відхиляється, якщо її розмістити перпендикулярно провіднику, через який циркулює електричний струм. Це відкриття мало вирішальне значення у розвитку електрики, оскільки виявило взаємозв'язок між електрикою та магнетизмом. На честь його внеску одиниця напруженості магнітного поля в системі Гауса отримала назву Ерстед (символ Е). Також вважається, що він був першим, хто ізолював алюміній електролізом в 1825 році. У 1844 р. Він видав свій Посібник з механічної фізики.
Воно дало підказку пізніше доведеному прямому зв'язку між електрикою і магнетизмом, за яким слідував Ампер, який незабаром після цього (1821 р.) оголосив про свою знамениту теорію електродинаміки, що стосується сили, яку один струм чинить на інший, її електро- магнітні ефекти, а саме
1. Дві паралельні ділянки кола притягують одна одну, якщо струми в них течуть в одному напрямку, і відштовхуються одна від одної, якщо струми течуть у протилежному напрямку.
2. Дві ділянки ланцюгів, що перетинаються одна з одною, косо притягують одна одну, якщо обидва струму течуть або до точки перетину, або від неї, і відштовхуються одна від одної, якщо одна тече до іншої, а інша — з цієї точки.
3. Коли елемент ланцюга чинить силу на інший елемент ланцюга, ця сила завжди прагне підштовхнути інший під прямим кутом до власного напрямку.

Французький фізик і математик Андре-Марі Ампер (1775—1836) вважається одним із відкривачів електромагнетизму. Він відомий своїм важливим внеском у вивчення електричного струму та магнетизму, який разом з роботами Ганса Кристіана Естерда, склав розвиток електромагнетизму. Його теорії та інтерпретації взаємозв'язку між електрикою та магнетизмом були опубліковані в 1822 р. У «Збірнику спостережень з електродинаміки» та в 1826 р. В «Теорії електродинамічних явищ». Ампер відкрив закони, який визначає відхилення магнітної стрілки електричним струмом, що уможливило роботу приладів вимірювання струму. Він відкрив взаємні дії між електричними струмами, показавши, що два паралельних провідника, по яких струм протікає в одному напрямку, притягують один одного, тоді як якщо напрямки струму протилежні, вони відштовхують один одного. Одиниця електричного струму, Ампер (символ А)
Своїми дослідженнями Ампер увів в теорію безліч явищ, механічних сили між провідниками, які підтримуються струмами та магнітами.
Німецький фізик Зеєбек у 1808 році отримав першу хімічну комбінацію аміаку з оксидом ртуті. На початку 1820- х років Зеєбек проводив різні експерименти в пошуках взаємозв'язку між електрикою та теплом і у 1821 році відкрив, що при подачі тепла до місця злиття двох металів, які були спаяні, утворюється електричний струм. Це називається термоелектричністю. Пристрій Зеєбека складається із смуги міді, зігнутої на кожному кінці і припаяної до пластини вісмуту. Магнітна стрілка розміщена паралельно мідній смузі. Коли тепло лампи подається на місце з'єднання міді та вісмуту, виникає електричний струм, який відхиляє голку. Зеєбек не вірив або не повідомляв про те, що електричний струм утворюється при подачі тепла на зварне з'єднання двох металів. Натомість він використав термін термомагнетизм для позначення свого відкриття. В даний час він відомий як ефект Пельтьє — Зеєбека або термоелектричний ефект і є основою роботи термопари.
Приблизно в той час Сімеон-Дені Пуассон натрапив на складну проблему індукованого намагнічування, і його результати, хоча і по-різному виражені, все ще залишалися теорією, як найважливіше перше наближення. Його заслугою було застосування математики до фізики в галузі науки. Мабуть, найбільш оригінальними і, безумовно, найпостійнішими за їх впливом, були його спогади про теорію електрики і магнетизму, які фактично створили нову галузь математичної фізики.
Джордж Грін написав «Есе про застосування математичного аналізу до теорій електрики та магнетизму» в 1828 році. В есе було введено кілька важливих понять, серед них теорема, подібна до сучасної теореми Гріна, ідея потенційних функцій, що використовуються в даний час у фізиці, та концепція того, що зараз називають функціями Гріна. Джордж Грін був першою людиною, яка створила математичну теорію електрики та магнетизму, і його теорія створила основу для роботи інших вчених, таких як Джеймс Клерк Максвелл, Вільям Томсон та інші.
Британський фізик Вільям Стерджен (1783—1850) винайшов перший електромагніт у 1825 році. Це був підковоподібний шматок заліза, обмотаний дротом (котушка), намотаним навколо себе. Стерджен продемонстрував силу свого винаходу, піднявши 4 кг шматком заліза об'ємом 200 г, обмотаним кабелями, по яким циркулював струм батареї. Стерджен зміг регулювати свій електромагніт, що стало початком використання електричної енергії в корисних та керованих машинах, заклавши основу для широкомасштабних електронних комунікацій. Цей пристрій призвів до винаходу телеграфу, електродвигуна та багатьох інших пристроїв, що були основою сучасних технологій. У 1832 р. Він винайшов комутатор для електродвигунів, а в 1836 р. — перший гальванометр з обертовою котушкою.
У 1834 р. Пельтьє відкрив ефект, протилежної термоелектричності, а саме: коли струм пропускається через пару різнорідних металів, температура знижується або підвищується на стику металів, залежно від напрямку струму. Це називається ефектом Пельтьє. Встановлено, що коливання температури пропорційна силі струму, а не квадрату сили струму, як у випадку тепла через звичайний опір провідника. Це другий закон — що дає кількісну оцінку теплової дії електричного струму, I2 Rt, відкритий експериментально в 1841 р. англійським фізиком Джеймсом Пре́скоттом Джоулем. Іншими словами, цей важливий закон полягає в тому, що тепло, що утворюється в будь-якій частині електричного кола, прямо пропорційне добутку опору R цієї частини кола і квадрату сили струму I, що протікає в ланцюзі.
У 1838 в журналі «Аннали електрики» («Annals of Electricity») з'явилася його стаття з описом електромагнітного двигуна, в 1840 він виявив ефект магнітного насичення феромагнетиків, в 1842 — явище магнетострикції.
У 1822 році Йоганн Швейгер розробив перший гальванометр. Згодом цей інструмент значно вдосконалив Вільгельм Вебер (1833). У 1825 р. Вільям Стерджен з Вулліча, Англія, винайшов підковоподібний і прямий електромагніт, отримавши за це срібну медаль Товариства мистецтв. У 1837 році Карл Фрідріх Гаус і Вебер (обидва відомі дослідники цього періоду) спільно винайшли відбивний гальванометр для телеграфних цілей. Це було попередником відбиваючих та інших надзвичайно чутливих гальванометрів Томсона, колись використовуваних у підводній сигналізації та все ще широко застосовуваних в електричних вимірах. Араго спостерігав (1820) намагнічування залізної тирси електричним струмом, у 1824 році відкрив магнетизм обертання — дія металевого диска, що обертається, на магнітну стрілку, коли мідний диск обертається у власній площині, і якщо магнітна стрілка вільно підвішена на шарнірі над диском, то голка буде обертатися разом з диском. Якщо, з іншого боку, голка зафіксована, вона, як правило, уповільнить рух диска. Цей ефект був названий обертаннями Араго.

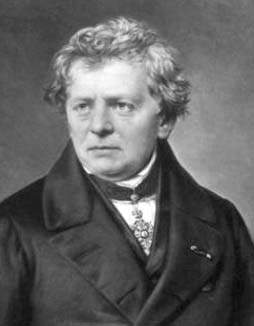
Георг Симон Ом.

Чарльз Беббідж, Пітер Барлоу, Джон Гершель виявили, що можна викликати обертання в мідному диску Араго, розмістивши під ним підковоподібний магніт. Пізніше досліди було повторено Фарадеєм, описуючи ефект електромагнітної індукції, він дослідив магнітне поле навколо провідника, по якому протікав електричний струм, відкрив електромагнітну індукцію, продемонстрував індукцію одного електричного струму іншим і ввів поняття силових ліній для виявлення магнітного поля. У 1825 та 1826 роках Георг Симон Ом зробив свою роботу з опором, результати якої були опубліковані 1827 році у книзі Die galvanische Kette, mathematisch bearbeitet. Він черпав значне натхнення в роботі Фур'є з теплопровідності в теоретичному поясненні своєї роботи. Для експериментів він спочатку використовував вольтів стовп, але пізніше використовував термопару, оскільки це забезпечувало стабільніше джерело напруги з точки зору внутрішнього опору та постійної різниці потенціалів. Він використовував гальванометр для вимірювання струму і знав, що напруга між клемами термопари пропорційна температурі з'єднання. Потім він додав пробні дроти різної довжини, діаметра та матеріалу для завершення схеми. Він виявив, що його дані можуть бути змодельовані за допомогою простого рівняння зі змінною, що складається з показань гальванометра, довжини випробувального провідника, температури з'єднання термопари та константи всієї установки. З цього Ом визначив свій закон пропорційності та опублікував свої результати. У 1827 році він сформулював тепер відомий закон, який носить його ім'я, тобто: 
 Ом привів у порядок безліч дивовижних фактів, що поєднують електрорушійну силу та електричний струм у провідниках, які всім попереднім електрикам лише вдалося якісно зв'язати разом деякими досить невиразними твердженнями. Ом виявив, що результати можна підсумувати таким простим законом, і завдяки відкриттю Ома значна частина в області електрики додана до теорії.

### Фарадей та Генрі

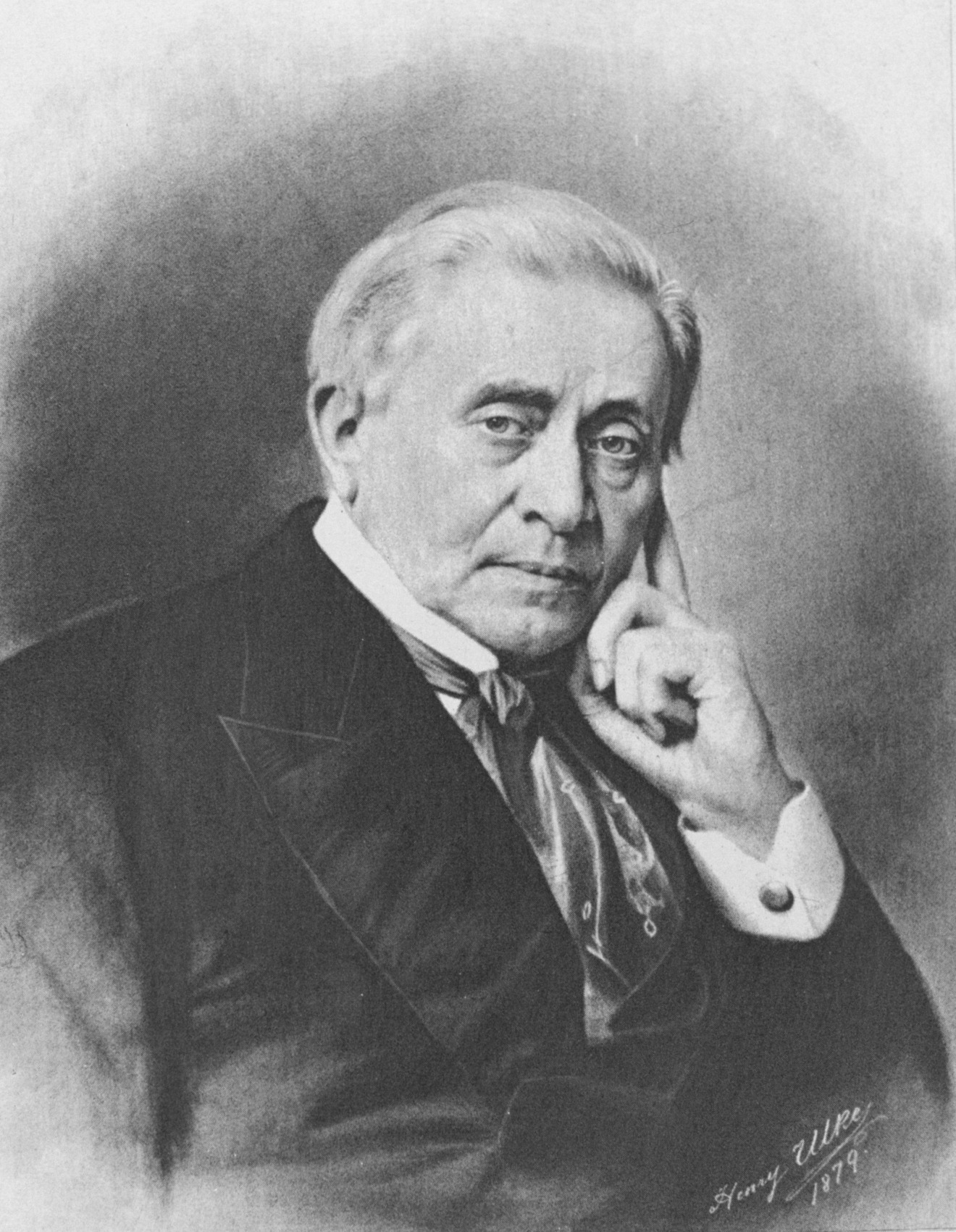
Джозеф Генрі.

Відкриття електромагнітної індукції було здійснено майже одночасно, і незалежно, Майклом Фарадеєм, який вперше зробив це відкриття в 1831 році, та Джозефом Генрі в 1832 році Відкриття самоіндукції Д.Генрі та його робота над спіральними провідниками з використанням мідної котушки були оприлюднені в 1835 році, безпосередньо перед фарадеївськими. Henry's discovery of self-induction and his work on spiral conductors using a copper coil were made public in 1835, just before those of Faraday.
У 1831 р. розпочалися епохальні дослідження, що стосуються електричної та електромагнітної індукції Майкла Фарадея, знаменитого учня і наступника Гемфрі Деві, президента Лондонського королівського наукового товариства. Чудові дослідження Фарадея, короля експериментаторів, з електростатики та електродинаміки та індукції струмів. Їх досить довго виводили із сирого експериментального стану в компактну систему, що виражала справжню суть. Фарадей не був грамотним математиком але якби він був ним, він би мав велику підмогу в своїх дослідженнях, врятував би собі багато марних домислів і очікував би набагато пізніших робіт. Наприклад, він, знаючи теорію Ампера, за власними результатами легко поєднав би теорію Неймана та пов'язані з цим робіти Гельмгольца і Томсона. Досліди і дослідження Фарадея, розширені з 1831 по 1855 рік, і детальний опис його експериментів, висновків і домислів можна знайти в його складених роботах, із заголовком «Експериментальні дослідження в електроенергетиці». Фарадей за фахом був хіміком. Він не був найменшим математиком у звичайному розумінні — справді мова йде про те, чи є у всіх його працях хоч одна математична формула..

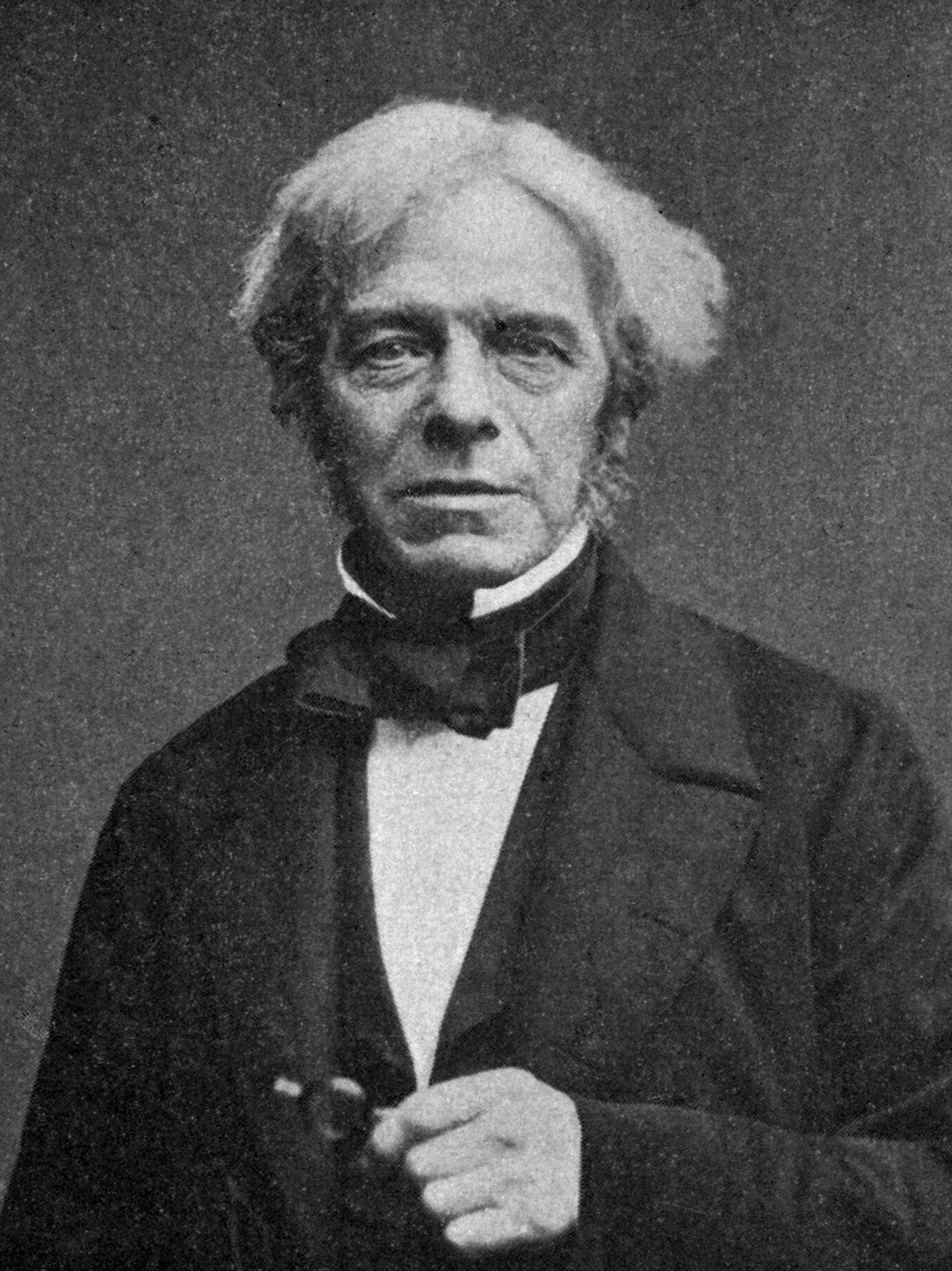
Майкл Фарадей.

Експеримент, який привів Фарадея до відкриття електромагнітної індукції, був зроблений наступним чином: він сконструював те, що згодом називали індукційною котушкою, обмотав двома проводами протилежні сторони залізного тора (конструкція схожа на сучасний трансформатор). Ґрунтуючись на своїй оцінці недавно виявленого властивості електромагніта, він очікував, що при включенні струму в одному проводі особливого роду хвиля пройде крізь тор і викличе деякий електричний вплив на його протилежний бік. Він підключив один провід до гальванометру і дивився на нього, коли інший провід підключав до батареї приблизно зі 100 елементів. Справді, він побачив короткочасний сплеск струму (який він назвав «хвилею електрики»), коли підключав провід до батареї, і другий такий же сплеск, коли відключав його. Це був перший зафіксований випадок виникнення електрорушійної сили в результаті електромагнітної індукції. Протягом двох місяців Фарадей знайшов кілька інших проявів електромагнітної індукції. Наприклад, він побачив сплески струму, коли швидко вставляв магніт в котушку і витягав його назад, він генерував постійний струм в мідному диску з ковзаючим електричним дротом, який обертався поблизу магніту(«диск Фарадея»).
Він також виявив, що індуковані струми виникають у другому замкнутому контурі, коли сила струму змінюється в першому проводі, і що напрямок струму у вторинному контурі протилежний напрямку в першому контурі. Також, що струм індукується у вторинному контурі, коли інший ланцюг, в якому тече струм, переміщується до першого ланцюга та від нього, і що наближення або відведення магніту до або із замкнутого кола індукує короткочасні струми в останньому. Протягом декількох місяців експериментально Фарадей відкрив практично всі закони та факти, відомі зараз щодо електромагнітної індукції та магнітоелектричної індукції. Від цих відкриттів, за ледве винятково, залежить робота телефону, динамо- машини, і одночасно від динамо-електричної машини залежить робота практично всієї гігантської електричної галузі світу, в тому числі електричне освітлення, електродвигуни та генератори, гальванічне покриття, гальванопластика тощо.
У своїх дослідженнях особливого способу розташування залізних стружок на картоні або склі в безпосередній близькості від полюсів магніту Фарадей ввів поняття магнітних «силових ліній», які простягаючись від полюса до полюса магніту і вздовж якого опилки, як правило, розташовуються, показують наяв ність магнітного поля. Коли було зроблено відкриття, що магнітні ефекти супроводжують проходження електричного струму в провіднику, також передбачалося, що подібні магнітні силові лінії кружляють навколо провідника. Для зручності та для врахування наведеного електричного струму тоді вважали, що коли провідник пронизує ці силові лінії, проходячи через них, або коли силові лінії, що піднімаються та падають, пронизують провідник, виникає струм або, точніше кажучи, в дроті, що створює струм у замкнутому контурі, розвивається електрорушійна сила. Фарадей висунув те, що було названо молекулярною теорією електрики яка передбачає, що електричний струм є проявом особливого стану молекули тіла, яке натирається, або ефіру, що оточує тіло. Фарадей також експериментально виявив парамагнетизм та діамагнетизм, а саме те, що всі тверді речовини та рідини або притягуються, або відштовхуються магнітом. Наприклад, залізо, нікель, кобальт, марганець, хром є парамагнітними (притягуються магнітом), тоді як інші речовини, такі як вісмут, фосфор, сурма, цинк, відштовхуються від магнітного поля або є діамагнітними. Його вважають справжнім засновником електромагнетизму та електрохімії.
Ще раніше Брюган з Лейдена в 1778 р. і Ле Бейліф і Беккерель в 1827 р. виявляли діамагнетизм у випадку вісмуту та сурми. Фарадей також заново відкрив електростатистичну індукцію у 1837 р., а результати експериментів Кавендіша на той час ще не були опубліковані. Він також передбачив уповільнення сигналів на довгих підводних кабелях через індуктивний ефект ізоляції кабелю, іншими словами, статичну пропускну здатність кабелю. У 1816 р. засновник телеграфів Френсіс Рональдс також спостерігав затримку сигналу на своїх прокладених телеграфних лініях, приписуючи це індукції.
25 років безпосередньо після відкриттів Фарадеєм електромагнітної індукції, були плідними в обнародуванні законів і фактів, що стосуються індукційних струмів і магнетизму. У 1834 р. Генріх Ленц і Моріц фон Якобі незалежно один від одного продемонстрували звичний тепер факт, що індуковані в котушці струми пропорційні кількості витків у котушці. Моріц побудував електродвигун, заснований на принципі тяжіння і відштовхування між електромагнітами. У 1834 році Ленц сформулював закон протистояння наведених струмів, відомий як закон Ленца, твердження якого полягає в наступному: Напрям струмів або індукована електрорушійна сила така, що вона завжди протидіє варіації потоку, що її виробляє, закон, який, мабуть, можна було визначити з пояснення Фарадеєм обертання Араго.. Він також провів значні дослідження провідності тіл щодо їх температури, виявивши у 1843 р. Взаємозв'язок між ними; те, що пізніше було розширено і розроблено Джеймсом Прескоттом Джоулем, що згодом отримає назву Закону Джоуля.
У 1834 році Жан Пельтьє відкрив явище теплового потоку, пов'язане з проходженням електричного струму біметалічними парами, від одного переходу, що охолоджується, до іншого, який нагрівається. Його великим експериментальним відкриттям було перевірити, що нагрівання або охолодження переходів в гетеконтурі залежать від напрямку, в якому пройшов електричний струм. Цей оборотний ефект прямо пропорційний силі струму. Ефект Пельтьє, який виконує зворотну дію до ефекту Зеєбека, полягає у створенні теплової різниці від різниці в електричному потенціалі.
Вперше індукційна котушка була розроблена Ніколасом Калланом в 1836 році. А у 1845 році Джозеф Генрі, американський фізик, опублікував розповідь про свої цінні та цікаві експерименти з індукованими струмами високого порядку, показавши, що струми можуть індукуватися від вторинної індукційної котушки до первинної другої котушки, звідти на її вторинний провід, і так далі до первинної третьої котушки тощо. Генріх Даніель Румкорф додатково розробив індукційну котушку, котушка Румкорфа була запатентована в 1851 році, щоб отримати іскру довжиною приблизно 2 дюйми (50 мм), він використовував довгі обмотки з мідного дроту, У 1857 р., після вивчення значно вдосконаленої версії, зробленої американським винахідником Едвардом Семюелем Річі,.; введення секціонованої конструкції вторинної обмотки для поліпшення ізоляції, Румкорф вдосконалив свою конструкцію (як і інші інженери), використовуючи склоізоляцію та інші нововведення, що дозволяють створювати іскору довжиною більше 300міліметрів (12дюймів). Він отримував більш високу напругу значним збільшенням довжини вторинної обмотки, в деяких котушках використовувалося до 10 км проводу, і створювалася іскра довжиною до 40 см.

### Середина 19 століття
До середини 19 століття, справді приблизно до 1870 року, електротехнічна наука була, можна сказати, закритою книгою для більшості робітників-електриків. До цього часу було опубліковано ряд посібників про електрику та магнетизм, зокрема вичерпний «Трактат про електрику» Огюста де Ла Ріва у 1851 р. (Французький) та 1853 р. (Англійський); Август Бер «Вступ до електростатики, теорії магнетизму та електродинаміки» Einleitung in die Elektrostatik, die Lehre vom Magnetismus und die Elektrodynamik, "Відеманн'' Гальванізм, і Рейсс '' Wiedemann'' Galvanismus, 'and Reiss' «Фрикційна електрика» ' Reibungsal-elektricitat '. Але ці роботи розповідали в основному про деталі експериментів з електрикою і магнетизмом, і було мало законів і фактів тих явищ. Генрі д'Абрія опублікував результати деяких досліджень законів індукованих струмів, але через складність їх дослідження це не мало результативних результатів. Приблизно в середині 19 століття були опубліковані роботи Флімінга Дженкіна "Електрика та магнетизм " та «Трактат про електрику та магнетизм» Клерка Максвела.
Ці книги були виходом із розбитого шляху. Як зазначав Дженкін у передмові до своєї роботи, наука про електрику була настільки несхожою на практичне застосування електрики, що було зовсім неможливо дати учням достатні, а то й приблизно достатні підручники. Студент, за його словами, міг засвоїти великий і цінний трактат Де ла Ріве, і все ж почуватись ніби в невідомій країні та слухати невідому мову в компанії чоловіків, які працювали з електричним струмом. Як сказав інший письменник, з появою книг Дженкіна та Максвелла всі перешкоди на шляху студентів-електриків були усунені, "стає зрозумілим повний зміст закону Ома; електрорушійна сила, різниця потенціалів, опір, сила струму, потужність, силові лінії, намагніченість та хімічна спорідненість були вимірюваними, і їх можна було аргументувати, і за ними можна було робити розрахунки з такою ж певністю, як і розрахунки в динаміці ".
Близько 1850 року Густав Роберт Кірхгоф опублікував свої закони з класичної теорії електричних ланцюгів та теплового випромінювання, називаються законами Кірхгофа, які найчастіше застосовують в електротехніці. Він також математично показав, що згідно з переважаючою на той час електродинамічною теорією електричний струм розповсюджуватиметься по ланцюгу з ідеальною провідністю зі швидкістю світла. Герман фон Гельмгольц математично досліджував ефекти індукції на силу струму і вивів з них рівняння, які підтвердив експериментально, показуючи серед інших важливих моментів сповільнюючий ефект самоіндукції за певних умов контуру.

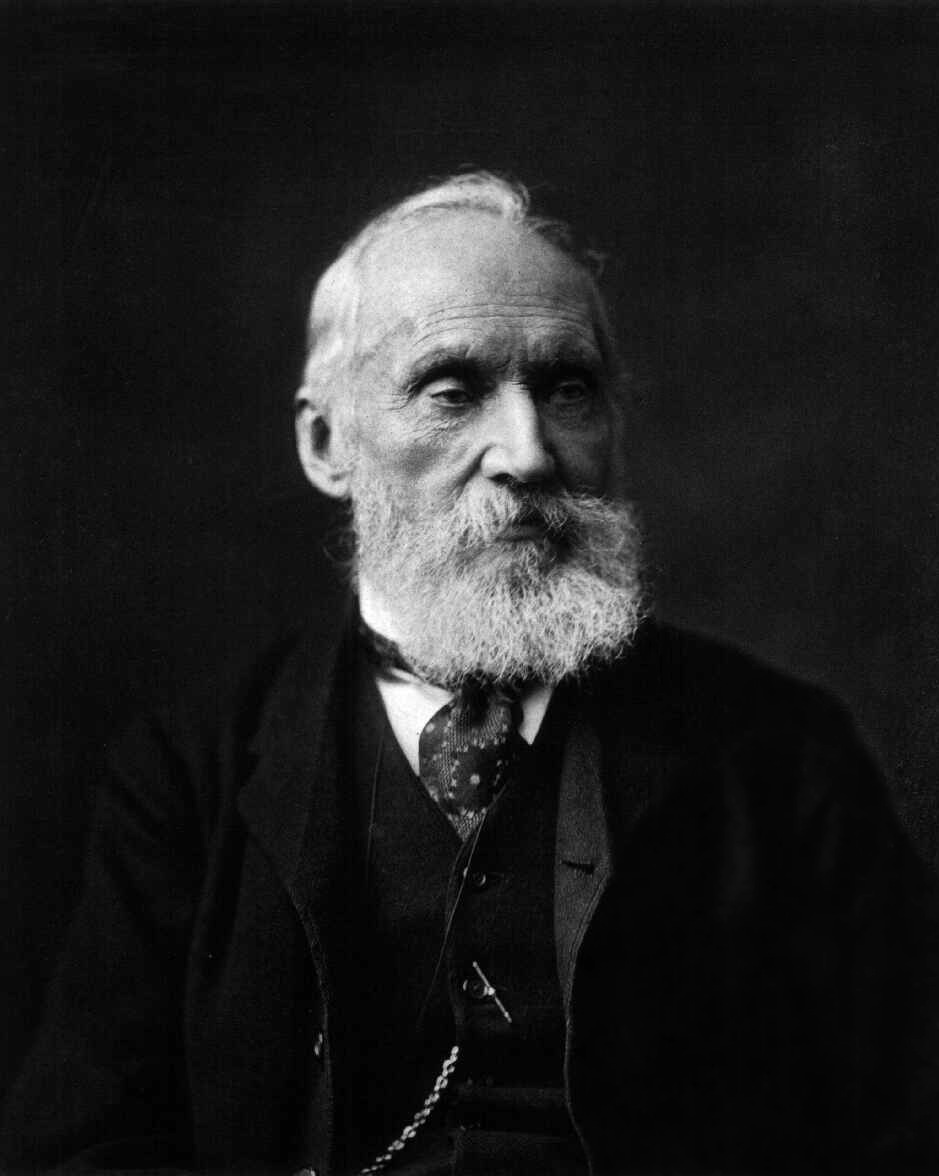
Сер Вільям Томсон.

У 1853 році сер Вільям Томсон (пізніше лорд Кельвін) передбачив в результаті математичних розрахунків коливальний характер електричного розряду контуру конденсаторного. Однак Генрі належить заслуга розрізнення в результаті його експериментів у 1842 р. коливальної природи розряду лейденської банки. Він писав:Явища вимагають від нас визнання існування головного розряду в одному напрямку, а потім декількох рефлекторних дій вперед і назад, кожна з яких слабша, ніж попередня, до досягнення рівноваги. Згодом ці коливання спостерігав Б. В. Феддерсен (1857) який за допомогою обертового увігнутого дзеркала спроектував зображення електричної іскри на чутливу пластину, отримавши тим самим фотографію іскри, яка чітко вказувала на змінний характер розряду. Сер Вільям Томсон також був першовідкривачем електричної конвекції тепла (ефект «Томсона»). Він розробив для електричних вимірювань точності свій квадрант і бсолютні електрометри. Дзеркальний гальванометр та сифонний рекордер, що застосовується при сигналізації підводного кабелю, також належать йому.
Приблизно в 1876 року американський фізик Генрі Август Ровланд з Балтимора продемонстрував важливий факт, що перенесений навколо статичний заряд виробляє ті самі магнітні ефекти, що і електричний струм. Важливість цього відкриття полягає в тому, що воно могло надати правдоподібну теорію магнетизму, а саме, що магнетизм може бути результатом спрямованого руху рядів молекул, що несуть статичні заряди.
Після відкриття Фарадеєм, що електричні струми можуть виникати в провідникові, змушуючи його перетинати силові лінії магніту, слід було очікувати спроб побудувати машини, щоб скористатися цим фактом у розвитку вольтаїчних струмів. У 1832 році Іпполіт Піксі, сконструював перший генератор змінного струму, заснований на принципі електромагнітної індукції Фарадея. Це пристрій являв собою обертовий магніт підковоподібної форми, що приводиться в рух обертанням важеля, навпроти якого були фіксовано встановлені дві котушки індуктивності із залізним сердечником. В дротах котушок вироблявся змінний струм. Надалі до цього пристрою Піксі додав комутуючий пристрій (комутатор), який у зовнішньому контурі котушок або якоря перетворював змінний струм в постійний струм. Після цією машини пішли вдосконалені форми магнітоелектричних машин Едварда Семюеля Річі, Джозефа Сакстона, Едварда М. Кларка 1834, Еміля Сторер 1843, Флоріса Нолле 1849, Шеперда 1856, Ван Мальдерн, Вернера фон Сіменса, Генрі Уайльда та інших.
Помітний прогрес у розвитку конструкцій динамо-машин був зроблений Семюелем Альфредом Варлі в 1866 р. та Сіменсом і Чарльзом Вітстоном, які незалежно один від одного виявили, що коли котушка з дротом або магніт динамо-машини обертаються між полюсами (або в «полі») електромагніту, в котушці виника слабкий струм через залишковий магнетизм в електромагніті, і якщо ланцюг якоря з'єднати з ланцюгом електромагніту, слабкий струм, що розвивається в якорі, збільшує магнетне поле. Це додатково збільшує магнітні силові лінії, в яких обертається якір, що ще більше збільшує струм в електромагніті, тим самим виробляючи відповідне збільшення сили магнітного поля тощо, до досягнення максимальної електрорушійної сили, яку здатна розвивати машина. За допомогою цього принципу динамо-машина виробляє власне магнітне поле, тим самим значно підвищуючи свою ефективність та економічну експлуатацію. Однак в той час жодним чином не було вдосконалено електричну динамо машину.
У 1860 році доктор Антоніо Пачінотті з Пізи зробив важливе вдосконалення, сконструював першу магніто-електричну машину з кільцевою пластиною. Спочатку ця машина використовувалась як електродвигун, а згодом як генератор електроенергії. Відкриття системи обмотки якорів електричної динамо-машини (по-різному приписується Валенну 1860; Пачінотті 1864; Фонтен, Грамму 1873; Марселю Депре 1881 та ін.), Завдяки чому його можна використовувати як електродвигун або як генератор електроенергії, що вперше дало можливість промисловим чином добувати електричний струм і було названо одним з найбільших відкриттів 19 століття.

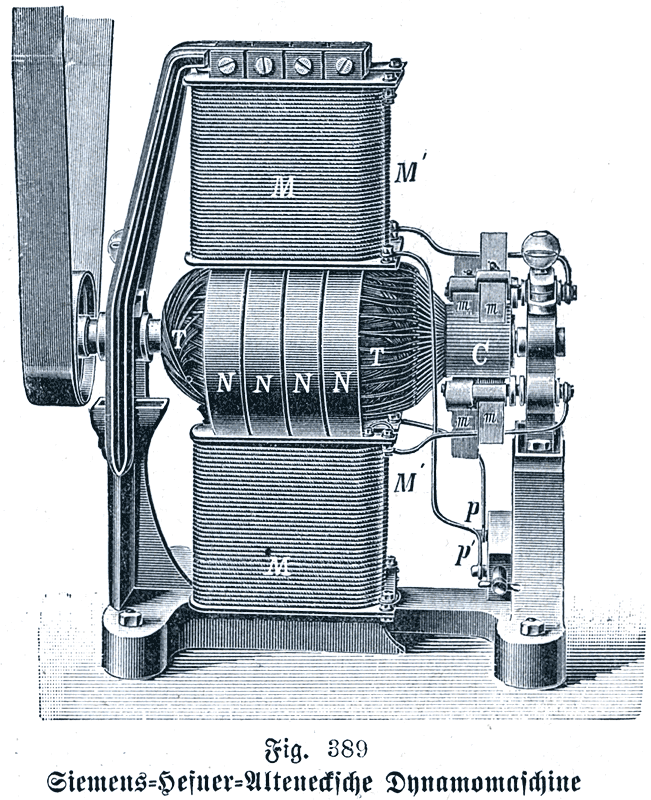
Сіменс Хефнер-Альтенек Динамомашина

У 1872 р. Гефнер-Альтенек розробив барабанний якір для електричних машин постійного струму. Ця машина в модифікованому вигляді була згодом відома як динама Сіменса. В той час за цими машинами слідували Шукерт, Гюльчер, Файн, Бріш, Гоххаузен, Едісон і динамо машини багатьох інших винахідників. У перші часи динамо-машинобудування машини в основному були влаштовані як генератори постійного струму, і, мабуть, найважливіше застосування таких машин у той час було в електропокритті, для цього використовували машини низької напруги та великої сили струму.
Починаючи приблизно з 1887 р. почалася екстенсивна експлуатація генераторів змінного струму та комерційний розробка трансформатора, за допомогою якого низькі напруги та великі сили струму перетворюються на струми високої напруги та низької сили струму, і навпаки, з часом революціонізували в передачу електроенергії на великі відстані. Так само відбувалося впровадження роторного перетворювача (у зв'єднанні з «понижуючим» трансформатором), який перетворював змінні струми в постійні (і навпаки), що привело до великої економії в роботі електроенергетичних систем.
До впровадження динамо-електричних машин, гальванічні або первинні батареї широко використовувались для гальванічного покриття та в телеграфії. Існує два різних типи гальванічих батарей, а саме: «відкритий» і «закритий», або «постійний» тип. Коротко розімкнутий тип — це такий тип, який працював по замкнутому контуру, через короткий час стає поляризованим; тобто в комірці виділяються гази, які осідають на негативній пластині і утворюють опір, що зменшує силу струму. Після короткого інтервал у розімкнутому контурі ці гази виводяться або поглинаються, і елемент знову готовий до роботи. Елементи із замкнутим контуром — це ті, в яких гази в комірках осідаються так само швидко, як виділяються, а отже, практично рівномірний. Батареї Даніеля та Батареї ДаніеляЛекланше, вони прикладами «відкритого» та «закритого» типу гальванічних елементів. Батареї типу Даніеля або «гравітації» майже скрізь використовувались у США та Канаді як джерело електрорушійної сили в телеграфії до того часу, як динамо-машина стала доступною.
Наприкінці 19 століття термін «світловий ефір», що означавсвітлоносний ефір, був гіпотетичним середовищем для розповсюдження світла. Слово ефір в латині походить від грецького αιθήρ, кореня, що означає розпалювати, спалювати або блищати. Він означав речовину, яка вважалася в давнину, що заповнювала верхні простори космосу, поза хмарами.

### Максвелл

Джеймс Клерк Максвелл.

У 1864 році Джеймс Клерк Максвелл з Единбурга оголосив про свою електромагнітну теорію світла, що було, мабуть, найбільшим кроком у світових знаннях про електрику. Максвелл вивчав та коментував область електрики та магнетизму ще в 1855/6 рр., коли про силові лінії Фарадея було прочитано Кембриджському філософському товаристві. Максвелл розширив дослідження, проведене Майклом Фарадеєм щодо електромагнітних полів, сформулювавши математичну залежність між електричним та магнітним полями за допомогою чотирьох диференціальних рівнянь.У статті він представив спрощену модель роботи Фарадея та те, як ці два явища були пов'язані. Він об'єднав усі тодішні знання у набір диференціальних рівнянь із 20 рівняннями з 20 змінними. В березні 1861 р ця робота була опублікована під назвою «Про фізичні сили». Для того, щоб визначити силу, яка діє на будь-яку частину машини, ми повинні знайти її імпульс, а потім розрахувати швидкість, з якою цей імпульс змінюється. Така швидкість змін додасть нам сили. Спосіб розрахунку, який необхідно застосувати, спочатку був даний Лагранжем, а згодом розроблений, з деякими модифікаціями у рівняннях Гамільтона. Зазвичай його називають принципом Гамільтона; коли використовуються рівняння у початковій формі, вони відомі як рівняння Лагранжа. Тепер Максвелл логічно показав, як ці методи розрахунку можна застосувати до електромагнітного поля. Енергія динамічної системи частково кінетична, частково потенційна. Максвелл припускає, що магнітна енергія поля є кінетичною енергією, потенціалом електричної енергії.
У 1862 році, читаючи лекції в Кінгз-коледжі, Максвелл підрахував, що швидкість поширення електромагнітного поля приблизно дорівнює швидкості світла. Він вважав, що це більше, ніж просто випадковість, і прокоментував: «Навряд чи ми можемо уникнути висновку, що світло складається з поперечних хвиль того самого середовища, яке є причиною електричних і магнітних явищ». Він показав, що природа світла та електромагнітні явища однакові, і що обидва вони поширюються зі швидкістю світла.
Працюючи над проблемою далі, Максвелл показав, що рівняння передбачають існування поперечних хвильових коливань електричного i магнітного полів, які рухаються в порожньому просторі зі швидкістю, яку можна було передбачити з простих електричних експериментів; використовуючи наявні на той час дані, Максвелл отримав швидкість світла 310 740 000 м/с. 1864 року в своїй статті «Динамічна теорія електромагнітного поля» Максвелл написав: узгодженість результатів, здається, показує, що світло і магнетизм — це вплив однієї і тієї ж речовини, і що світло є електромагнітне збуренням, що поширюється полем відповідно до електромагнітних законів.
Як уже зазначалося в цьому документі, Фарадей, і до нього Ампер та інші, мали уявлення, що світловий ефір космосу, що також є середовищем для електричної дії. За розрахунками та експериментами було відомо, що швидкість електрики становила приблизно 186 000 миль на секунду; тобто дорівнює швидкості світла, що саме по собі наводить на думку про взаємозв'язок між — електрикою та «світлом». Ряд попередніх філософів або математиків, як їх називав Максвелл, XIX століття дотримувалися думки, що електромагнітні явища можна пояснити дією на відстані. Максвелл, слідуючи за Фарадеєм, стверджував, що це явища залежало від середовища. Методи математиків для отримання результатів були синтетичними, тоді як методи Фарадея були аналітичними. Фарадей побачив силові лінії, що обходять весь простір, а математики бачили центри сили, що притягуються на відстані. Фарадей шукав місце явищам в реальних діях, що відбуваються в середовищі; вони були задоволені, що знайшли їх в силі дії електричних рідин на відстані.
Ці два методи, як зазначає Максвелл, пояснили розповсюдження світла як електромагнітного явища, в той же час фундаментальні уявлення про де які величини, докорінно відрізнялись. Математики припустили, що ізолятори є перешкодами для електричних струмів; що, наприклад, в банці або електричному конденсаторі Лейдена електроенергія накопичувалася на одній пластині, і притягувалася деякою таємною дією до іншої пластини на відстані.
Максвелл, дивлячись далі, ніж Фарадей, міркував, що якщо світло є електромагнітним явищем і передається через такі діелектрики, як скло, то це явище повинно мати характер електромагнітних струмів у діелектриках. Тому він стверджував, що, наприклад, під час зарядки конденсатора дія не зупинялася на ізолятор, а в ізоляції виникають струми «зміщення», струми які діють до тих пір, поки сила опору середовища не дорівнює силі зарядки. У провіднику замкнутого кола електричний струм — це також витіснення електрики.
Провідник утворює певний опір, подібний до тертя, для витіснення електрики, при цьому в провіднику виділяється тепло, пропорційне квадрату струму (як уже зазначалося в цьому документі), струм протікає до тих пір, поки продовжує діяти електрична сила. Цей опір можна порівняти з тим опором, з який зустрічає корабель, коли пливе по воді під час руху. Опір діелектрика має інший характер і його порівнюють із стисканням безлічі пружин, які при стисненні піддаються зростанню протитиску аж до точки, коли загальний протитиск дорівнює початковому тиску. При відведенні початкового тиску енергія, витрачена на стиск «пружин», повертається в ланцюг одночасно з поверненням пружин у початковий стан, що викликає реакцію в зворотньому напрямку. Отже, струм унаслідок витіснення електрики в провіднику може бути постійним, тоді як струми, що переміщуються в діелектрику є короткочасними, а в ланцюзі або середовищі, які містять, хоч невеликий опір порівняно з ємністю або реакцією індуктивності, розряд струми мають коливальний або змінний характер.
Максвелл переніс переміщення струму в діелектриках на ефір вільного простору. Припускаючи, що світло є проявом змін електричних струмів в ефірі та вібрує зі швидкістю світлових коливань, ці вібрації за допомогою індукції створюють відповідні вібрації в прилеглих частинах ефіру, і таким чином хвилеподібні коливання, подібні світловим коливанням поширюються як електромагнітний ефект в ефірі. Електромагнітна теорія світла Максвелла очевидно передбачала існування електричних хвиль у вільному просторі, і його послідовники поставили перед собою завдання експериментально продемонструвати істинність теорії. До 1871 р. він представив Зауваження щодо математичної класифікації фізичних величин.

### Кінець 19 століття

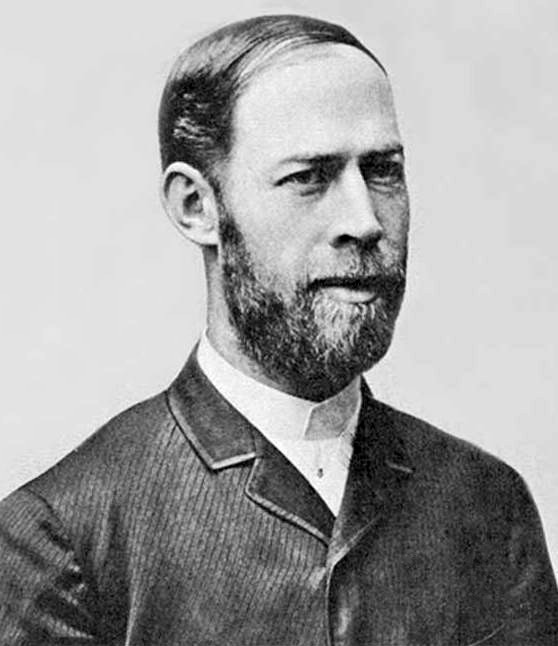
Генріх Герц.

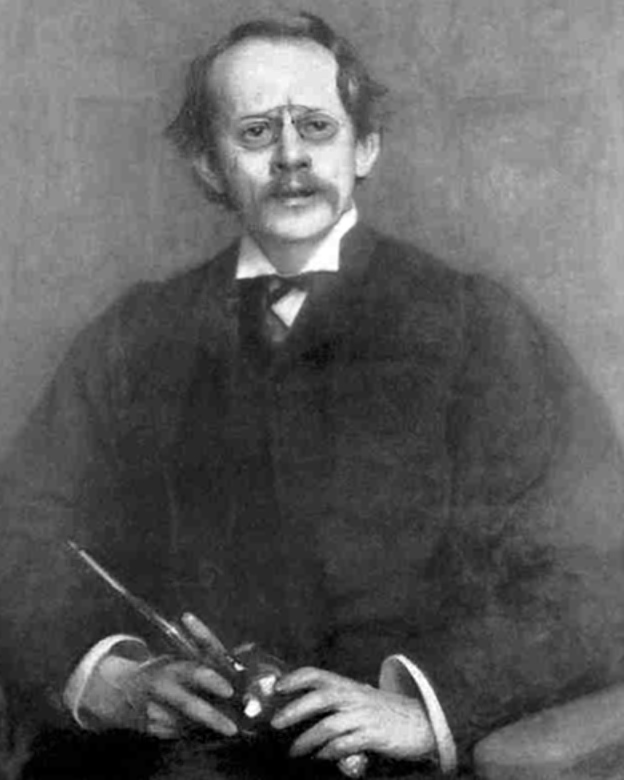
Дж. Дж. Томсон

У 1887 році німецький фізик Генріх Герц у серії експериментів довів фактичне існування електромагнітних хвиль, показавши, що поперечні електромагнітні хвилі у вільному просторі можуть проходити на певні відстані, як передбачали Максвелл і Фарадей. Герц опублікував свою роботу у книзі під назвою: Електричні хвилі: дослідження щодо поширення електричної дії з кінцевою швидкістю через космос. Відкриття в останні роки 19 століття електромагнітних хвиль у космосі призвело до розвитку радіо.
В 1874 р Г. Джордж Стоні. створив електрон, як одиниця заряду в електрохімії, а в 1894 р ввів термін електрон. Вперше плазма була ідентифікована в трубці Крукса, і в 1879 році сер Вільям Крукс описав її(назвав «променевою речовиною»). Місце електрики у відкриті таких прекрасних явищ, як трубка Крукса (завдяки серу Вільяму Круксу), катодних променів, а пізніше і до відкриття рентгена чи рентгенівських променів, не повинно бути не враховуваним, оскільки без електрики як збудника трубки відкриття променів могло бути відкладено на невизначений час. Тут зазначається, що доктора Вільяма Гілберта називали засновником електричної науки. Однак це слід розглядати як порівняльне твердження.

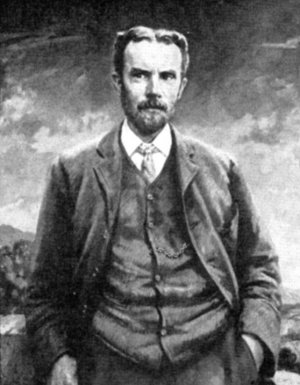
Олівер Гевісайд

Олівер Гевісайд був науковцем-самоучкою, який переформулював рівняння поля Максвелла з точки зору електричних та магнітних сил та потоку енергії і самостійно сформулював векторний аналіз.
Наприкінці 1890-х рр. ряд фізиків припустили, що електрика, яка спостерігалася при дослідженні електричної провідності в провідниках, електролітах і електронно-променевих трубках, складається з дискретних одиниць, яким дали різні назви, але реальність цих одиниць не мала переконливо підтвердження. Однак також були вказівки на те, що катодні промені мали хвилеподібні властивості.
Фарадей, Вебер, Гельмгольц, Кліфорд та інші бачили цю точку зору; а експериментальні роботи Зеємана, Гольдштейна, Крукса, Дж. Дж. Томсона та інших значно посилили її. Вебер передбачив, що електричні явища зумовлені існуванням електричних атомів, вплив яких один на одного залежить від їх положення та відносних прискорень і швидкостей. Гельмгольц та інші також стверджували, що існування електричних атомів випливає із законів електролізу Фарадея, і Джон Стоні, якому належить термін «електрон», показав, що кожен хімічний іон розкладеного електроліту несе певну і постійну кількість електричного струму, і оскільки ці заряджені іони розділяються на електродах як нейтральні речовини, має бути миттєвий, хоч і короткий час, коли заряди повинні існувати окремо, як електричні атоми; в той час як в 1887 р. Кліфорд писав: «Є великі підстави вважати, що кожен атом матеріалу несе на собі невеликий електричний струм, якщо він повністю не складається з цього струму».
У 1896 р. Дж. Дж. Томсон провів експерименти, і показав те, що катодні промені насправді були частинками, знайшов точне значення відношення їх заряду до маси е/м і виявив, що е/м не залежить від матеріалу катода. Він зробив оцінки як заряду e, так і маси m, виявивши, що частинки катодного променя, які він назвав «корпускулами», Проводячи експерименти над катодними променями в електричних і магнітних полях, він визначив, що вони складаються з частинок, маса яких набагато менша від маси атома (водню). Потім він показав, що негативно заряджені частинки, утворені радіоактивними матеріалами, нагрітими та освітленими матеріалами, були універсальними. У 1897 р. Томсоном була визначена природа речовини «катодного променя» трубки Крукса.
Наприкінці XIX століття експеримент Майкельсона — Морлі був проведений Альбертом А. Майкельсоном та Едвардом В. Морлі в Західному резервному університеті Кейса у Клівленді. За своєю сутністю експеримент належить до класу «руйнівних», оскільки його «негативні» результати по суті «зруйнували» тодішню фізику, що базувалася на концепції стаціонарного ефіру («ефірного вітру»). Експеримент також називали «початковою точкою для теоретичних аспектів Другої наукової революції». В першу чергу за цю роботу Майкельсон був нагороджений Нобелівською премією в 1907 році. Дейтон Міллер продовжив експерименти, провівши тисячі вимірювань і врешті-решт розробив найточніший на той час інтерферометр у світі. Міллер та інші, такі як Морлі, продовжували спостереження та експерименти, що стосуються цих понять. Низка запропонованих гепотиз захоплення ефіру могла б пояснити нульовий результат, але вони були більш складними і, як правило, використовували довільні коефіцієнти та фізичні припущення.
До кінця 19 століття професія інженера-електрика стала самостійною, окремо від фізиків та винахідників. Вони створювали компанії, які досліджували, розробляли та вдосконалювали технології передачі електроенергії та отримували підтримку від урядів усього світу для запуску першої у світі мережі електрозв'язку — електричної телеграфної мережі. Піонерами в цій галузі були Вернер фон Сіменс, який у 1847 році став засновником Siemens AG та Джон Пендер, засновник Cable &amp; Wireless.
Вільям Стенлі в 1886 році впершу публічно демонструвавтрансформатора, за допомогою якого стало можливе комерційне транспортування змінного струму. Великі двофазні генератори змінного струму були побудовані британським електриком Джеймсом Гордоном у 1882 році. Лорд Кельвін і Себастьян Ферранті також розробили ранні генератори змінного струму, які виробляли частоту від 100 до 300 герц. Після 1891 року були введені багатофазні генератори змінного струму для живлення струмів різних фаз. Пізніше генератори змінного струму були розроблені для змін частот змінного струму від шістнадцяти до приблизно ста герц, для використання з дуговим освітленням, лампами розжарювання та електродвигунами.
Можливість отримання електричного струму у великих кількостях та економічно за допомогою динамо-електричних машин дала поштовх для розвитку ламп розжарювання та дугового освітлення. До тих пір, поки ці машини не почали використовувати комерційно, гальванічні батареї були єдиним доступним джерелом струму для електричного освітлення та живлення. Однак вартість цих батарей та труднощі в експлуатації не дозволяло використовувати їх для практичного освітлення. Приблизна дата початку використання дугових і ламп розжарювання може бути 1877 рік.
Однак навіть у 1880 році, загальна кількість користувачів такими освітлювачами була невелика; швидке подальше зростання цієї галузі є предметом загальних знань. Використання акумуляторних батарей, які спочатку називали вторинними батареями або акумуляторами, розпочалося приблизно в 1879 році. Зараз такі батареї широко використовуються як допоміжні засоби для динамо-машини на електростанціях та підстанціях, в електричних автомобілях та у величезній кількості в системах запалювання та пуску автомобілів, а також у телеграфії пожежної сигналізації та інших сигналізаційних системах.

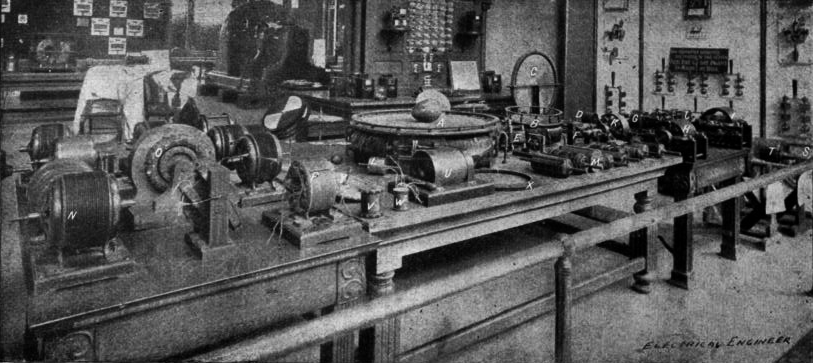
Світова презентація Fair Tesla.

У 1893 році відбулася Всесвітня Колумбійська виставка в будівлі, присвяченій електричним експозиціям. General Electric Company (за підтримки Едісона та Дж. П. Моргана) запропонувала живити електричні експонати постійним струмом вартістю один мільйон доларів. Однак Westinghouse запропонував освітлювати Колумбійську експозицію в Чикаго змінним струмом за вдвічі меншу ціну, і Вестінгхаусз виграв пропозицію. Це був історичний момент і початок революції, коли Джордж Вестінгхауз ознайомив громадськість з електричною енергією, висвітливши експозицію.

### Друга промислова революція

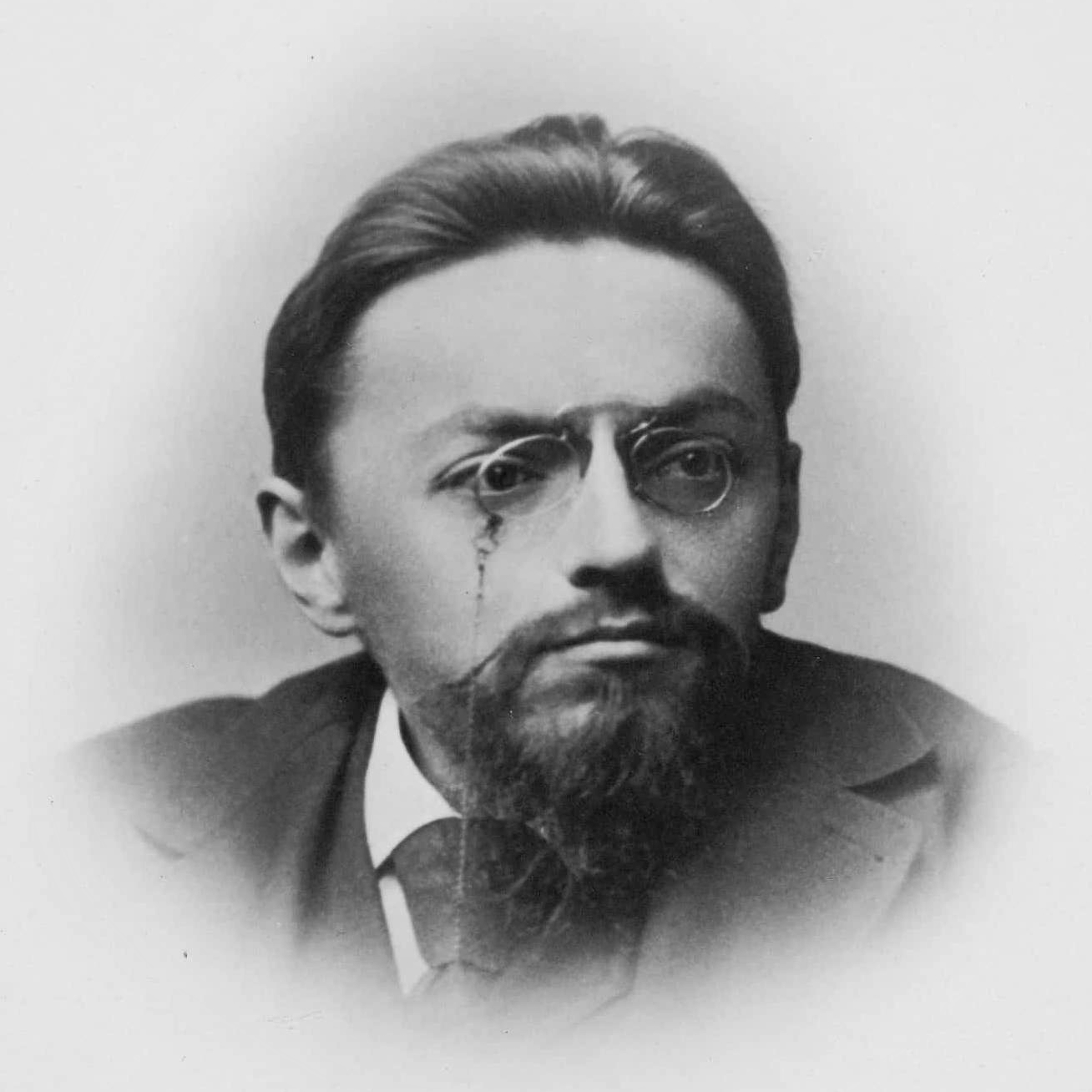
Чарльз Протей Штайнмет, теоретик змінного струму.

Друга промислова революція, також відома як технологічна революція, була фазою швидкої індустріалізації в останній третині 19 століття і на початку 20 століття. Поряд із розширенням залізниць, виробництвом заліза та сталі, широким використанням машин у виробництві, значним збільшенням використання парової енергії та нафти, у цей період спостерігається розширення використання електроенергії та адаптація електромагнітної теорії при розробці різних технологій.
У 1880-х рр. розповсюдилися великомасштабні комерційні системи електроенергетики, які спочатку використовувались для освітлення, а згодом — для електродвигуна та опалення. Системи на ранніх стадіях використовували змінний та постійний струм. Велике централізоване виробництво електроенергії стало можливим, коли було визнано, що лінії електропередачі змінного струму можуть використовувати трансформатори, щоб скористатися тим фактом, що кожне подвоєння напруги дозволить кабелю однакового розміру передавати однакову кількість енергії на відстані в чотири рази більші. Трансформатор використовувався для підвищення напруги в точці генерації (репрезентативне число — напруга генератора в діапазоні низьких кіловольт) до набагато вищої напруги (від десятків тисяч до декількох сотень тисяч вольт) для первинної передачі з наступними низхідними перетвореннями, для комерційних та житлових побутових потреб. З 1885 по 1890 рік були розроблені багатофазні струми в поєднанні з електромагнітною індукцією та практичними асинхронними двигунами змінного струму.
Міжнародна електротехнічна виставка 1891 року, на якій було продемонстровано передачу трифазного електричного струму великої потужності на великі відстані. Вона проходила з 16 травня по 19 жовтня в місці, де не працювали три колишні «Західні залізничні станції». На виставці вперше була представлена передача трифазного електричного струму великої потужності, яку генерували 175 км від міста Лауффен-ам-Неккар. В результаті цього успішного випробування на місцях для мереж електропередач у всьому світі встановився трифазний струм.
Багато було зроблено в напрямку вдосконалення залізничного транспорту, і важко знайти одного інженера парової залізниці, який би заперечив, що всі важливі парові залізниці цієї країни не повинні бути електризовані. Очікувався прогресивний розвиток використання електроенергії в інших напрямках. У кожній частині світу сила падаючої води, вічний двигун природи, який витрачався з самого початку світу, зараз перетворюється в електроенергію і передається дротом на сотні миль до точок, де це корисно та економічно використовується.
У Шотландії в липні 1887 р. був побудований перший вітряк для виробництва електроенергії шотландським інженером-електриком Джеймсом Блітом. У 1887–88 рр., по той бік Атлантики в Клівленді, штат Огайо, Чарльз Ф. Бріш,,  у себе вдома, спроектував інженерну машину, яка побудувала його інженерна компанія. Він забезпечив особняк першим у світі автоматичним вітрогенератором. Це був перший будинок у Клівленді з електрикою. Протягом свого 20-річного життя турбіна безперервно забезпечувала будинок світлом. Вітрогенератор Brush мав ротор в діаметрі 56 футів (17м) і був встановлений на 60-футовій (18 м) вежі. Хоч за тодішніми мірками він був великий, але потужність мав лише 12 кВт; він повертався відносно повільно, оскільки у нього було 144 лопаті. Підключений генератор використовувався або для зарядки акумулятора, або для роботи 100 ламп розжарювання, трьох дугових ламп та різних двигунів у лабораторії Бреша. Машина вийшла з ладу після 1900 року, коли електроенергія стала доступна з центральних станцій Клівленда, і в 1908 році була занедбана.

## 20 століття
Різні одиниці електрики та магнетизму були прийняті та названі представниками електротехнічних інститутів світу, одиниці та назви яких були підтверджені та легалізовані урядами США та інших країн. Таким чином, вольт від італійської Volta був прийнятий як практична одиниця електрорушійної сили, ом, від провідника закону Ома, як практична одиниця опору; ампер, на честь видатного французького вченого з цим ім'ям, як практична одиниця сили струму, Генрі як практична одиниця індуктивності, за Джозефом Генрі і як визнання його ранніх і важливих експериментальних робіт із взаємної індукції.
Дьюар та Джон Амброз Флемінг передбачали, що за абсолютного нуля чисті метали стануть ідеальними електромагнітними провідниками (хоча згодом Дьюар змінив свою думку щодо зникнення опору, вважаючи, що певний опір завжди буде). Вальтер Германн Нернст розробив третій закон термодинаміки і заявив, що абсолютний нуль недосяжний. Карл фон Лінде та Вільям Хемпсон, комерційні дослідники, майже одночасно подали заявку на патенти ефекта Джоуля — Томсона. Патент Лінде став кульмінацією 20-річного систематичного дослідження встановлених фактів із використанням методу регенеративного протитоку. Дизайн Хемпсона також був регенеративним методом. Комбінований процес став відомим як процес зрідження Лінде — Гемпсон. Гейке Камерлінг- Оннес придбав машину Linde для своїх досліджень. Зигмунт Флорентій Врублевський проводив дослідження електричних властивостей при низьких температурах, які закінчились рано через його випадкову смерть. Близько 1864 року Кароль Ольшевський та Врублевський передбачили електричні явища падіння рівня опору при надвисоких температурах. Ольшевський та Врублевський підтвердили це 1880-х років. Рубіж був досягнутий 10 липня 1908 р., коли Оннес в Лейденському університеті в Лейдені вперше добув зріджений гелій і досяг надпровідності.
У 1900 році Вільям Дю Буа Дадделл розробив «співаючу дугу», яка виробляє мелодійні звуки, від низького до високого тону, змінивши схему дугової лампи. Це був один з перших електронних генераторів.

### Лоренц і Пуанкаре

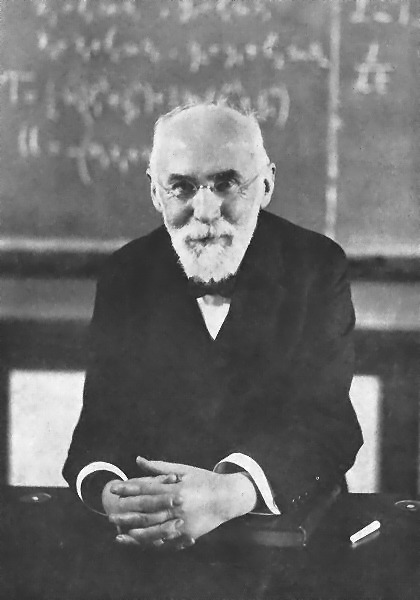
Гендрік Лоренц

Між 1900 та 1910 рр. багато вчених таких, як Вільгельм Він, Макс Авраам, Герман Мінковський або Густав Мі, вважали, що всі сили природи мають електромагнітне походження (так званий «електромагнітний світогляд»). Це було пов'язано з електронною теорією, розробленою Гендріком Лоренцем у проміжку між 1892 і 1904 роками. Лоренц ввів суворий поділ між речовиною (електронами) та ефіром, завдяки чому в його моделі ефір є абсолютно нерухомим, і він не буде рухатися в межах твердої матерії. На відміну від інших електронних моделей, електромагнітне поле ефіру виступає посередником між електронами, і зміни в цьому полі можуть поширюватися не швидше швидкості світла.
У 1896 році, через три роки після подання дисертації на тему: ефект Керра, Пітер Зееман не підкорився прямим наказам свого керівника і використовував лабораторне обладнання для вимірювання розщеплення спектральних ліній сильним магнітним полем. Лоренц теоретично пояснив ефект Зеемана на основі своєї теорії, за яку обидва отримали Нобелівську премію з фізики в 1902 році. Фундаментальною концепцією теорії Лоренца в 1895 р. була «теорема відповідних станів» щодо умов порядку v/c. Ця теорема стверджує, що спостерігач, що рухається (відносно ефіру), робить ті самі спостереження, що і спостерігач, що відпочиває. Ця теорема була розширена для всіх порядків Лоренцем у 1904 році. Лоренц зауважив, що необхідно змінювати просторово-часові змінні при зміні кадрів і ввів такі поняття, як скорочення фізичної довжини (1892), щоб пояснити експеримент Майкельсона — Морлі, і математичну концепцію місцевого часу (1895), щоб пояснити відхилення світла і експеримент Фізо. Це призвело до формулювання Джозефом Лармором (1897, 1900) та Лоренцем (1899, 1904) так званого перетворення Лоренца. Як пізніше зазначав Лоренц (1921, 1928), він вважав час, визначений годинниками, що лежать в ефірі, «справжнім» часом, тоді як місцевий час розглядався ним як евристична робоча гіпотеза та математична вигадка. Тому теорема Лоренца розглядається сучасними істориками як математичне перетворення з «реальної» системи, що лежить в ефірі, у «фіктивну» систему, що рухається.

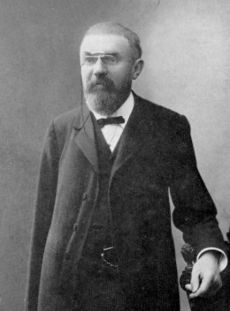
Анрі Пуанкаре

Продовжуючи роботу Лоренца, Анрі Пуанкаре в період між 1895 по 1905 роками неодноразово формулював принцип відносності і намагався поєднати його з електродинамікою. Він заявив, що одночасність лише зручна умова, яка залежить від швидкості світла, завдяки чому сталість швидкості світла буде корисним постулатом для того, щоб зробити закони природи максимально простими. У 1900 році він пояснив місцевий час Лоренца, як результат синхронізації годин за допомогою світлових сигналів, і ввів електромагнітний імпульс, порівнюючи електромагнітну енергію з тією, яку він називав «уявною рідиною» маси {\displaystyle m=E/c^{2}}. І нарешті в червні та липні 1905 р. він оголосив принцип відносності загальним законом природи, включаючи гравітацію. Він виправив деякі помилки Лоренца і довів коваріацію Лоренца електромагнітних рівнянь. Пуанкаре також припустив, що існують неелектричні сили для стабілізації електронної конфігурації, і стверджував, що гравітація також є неелектричною силою, що суперечить електромагнітному світогляду. Однак історики вказували, що він все ще використовував поняття ефіру і розрізняв «очевидний» і «реальний» час і тому  не винайшов спеціальної теорії відносності в її сучасному розумінні.

### Альберт Ейнштейн

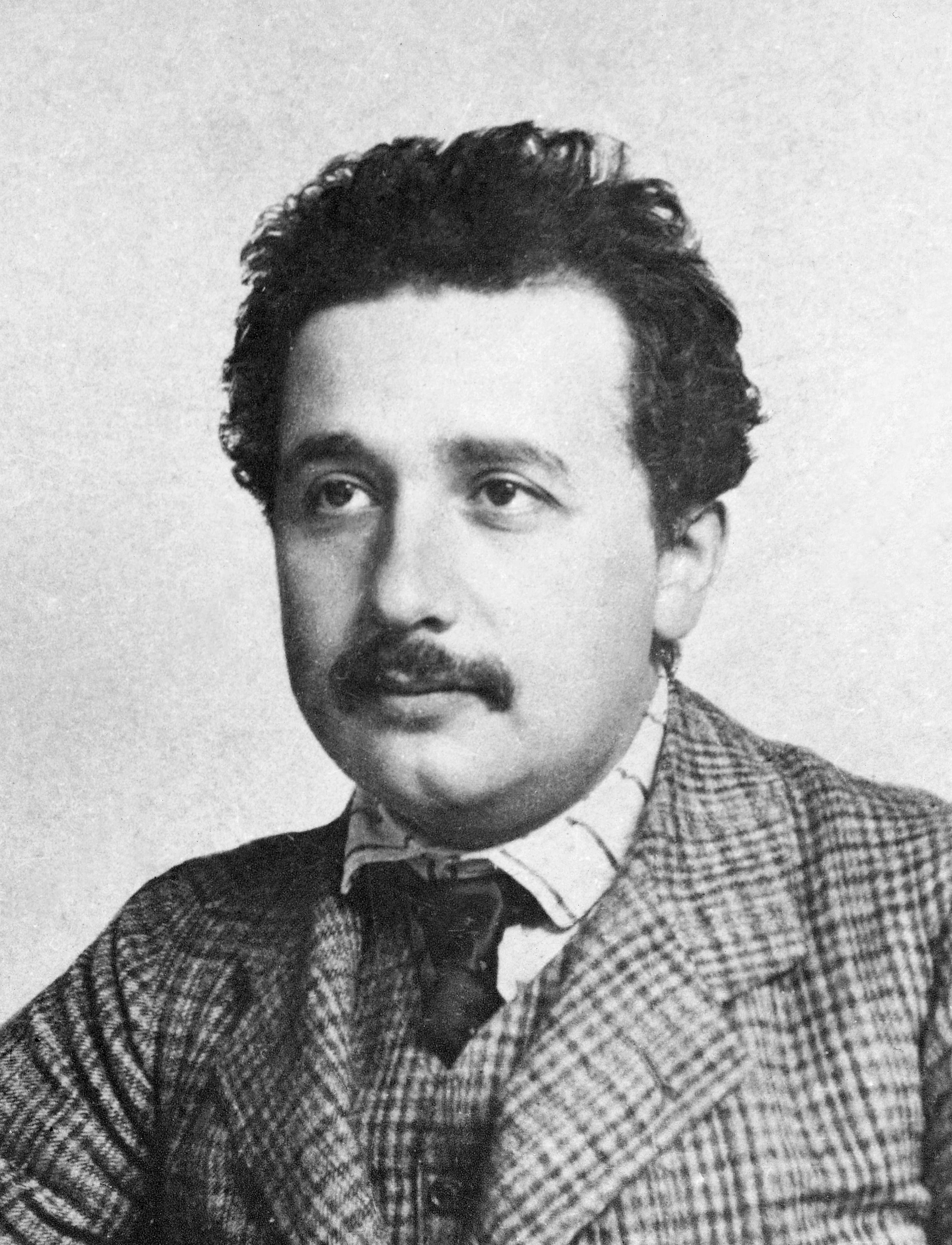
Альберт Ейнштейн, 1905 рік

У 1905 році, працюючи в патентному відомстві, Альберт Ейнштейн опублікував чотири статті, опубліковані в провідному німецькому фізичному журналі «Аннален дер Фізик». Це документи, з яких історія стала називати газети Аннуса Мірабіліса:
- Його праця про частинку природи світла висунула ідею, що певні експериментальні результати, зокрема фотоелектричний ефект, можна зрозуміти просто з постулату про те, що світло взаємодіє з речовиною як дискретні «пакети» (кванти) енергії, ідея, яка була введений Максом Планком у 1900 році як суто математична маніпуляція, яка, здавалося, суперечила сучасним хвильовим теоріям світла (Einstein, 1905a). Це був єдиний твір Ейнштейна, який він сам назвав «революційним».
- Його праця про броунівський рух пояснила випадковий рух дуже малих предметів як пряме свідчення молекулярної дії, тим самим підтримуючи атомну теорію. (Einstein, 1905b)
- Його праця про електродинаміку рухомих тіл запровадила радикальну теорію особливої відносності, яка показала, що спостережувана незалежність швидкості світла від стану руху спостерігача вимагає кардинальних змін до поняття одночасності. Наслідки цього включають часовий простір кадру рухомого тіла, що сповільнюється і скорочується (у напрямку руху) відносно кадру спостерігача. Цей документ також стверджував, що ідея про світлий ефір, який є однією з провідних теоретичних сутностей фізики того часу, була зайвою. (Einstein, 1905c)
- У своїй роботі про еквівалентність маси та енергії (раніше вважалися окремими поняттями) Ейнштейн вивів із своїх рівнянь спеціальної відносності те, що згодом стало відомим виразом: {\displaystyle E=mc^{2}}, що дозволяє припустити, що невеликі кількості маси можуть бути перетворені у величезні кількості енергії. (Einstein, 1905d)

Сьогодні всі чотири статті визнані надзвичайним досягненням — а отже, 1905 рік відомий як " Чудовий рік " Ейнштейна. Однак, більшість фізиків того часу не вважали їх важливими, і багато з тих, хто їх помічав, відверто відкидали їх. Деякі з цих робіт — наприклад, теорія квантів світла — залишалися суперечливими протягом багатьох років.

### Середина 20 століття

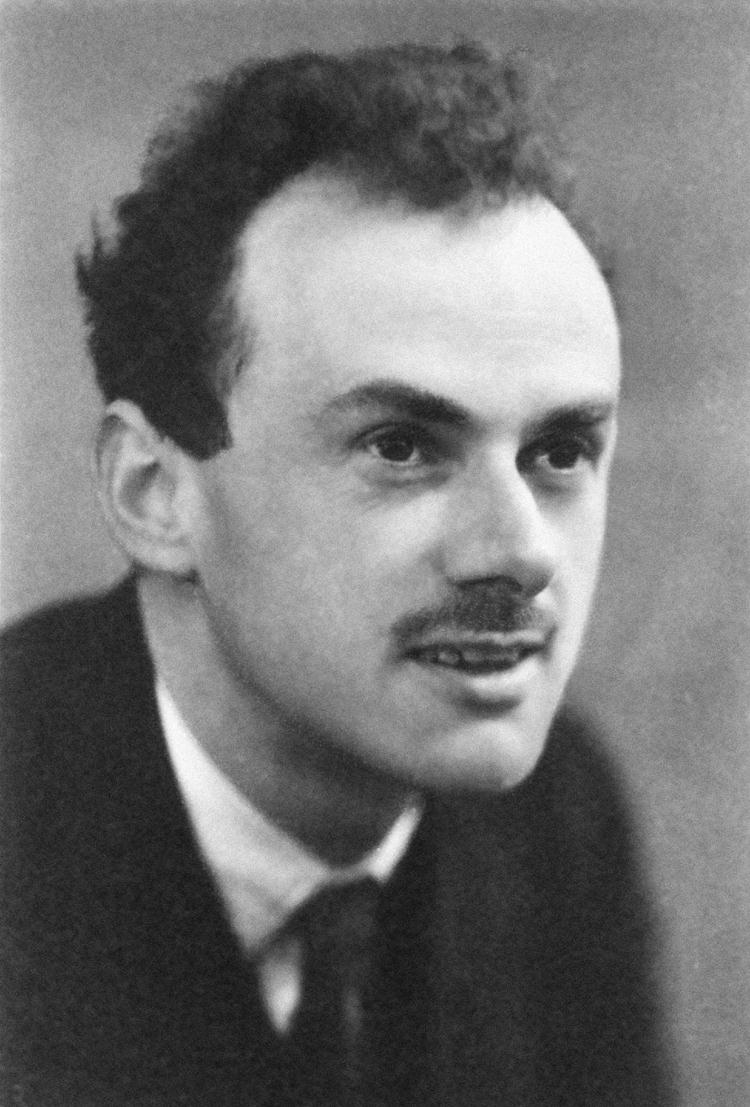
Поль Дірак

Перше формулювання квантової теорії, яке описує взаємодію випромінювання і речовини, пояснюється Полем Діраком, який протягом 1920 року вперше зміг обчислити коефіцієнт спонтанного випромінювання атома. Поль Дірак описав квантування електромагнітного поля, як ансамбль гармонічних осциляторів із введенням концепції операторів створення та анігіляції частинок. У наступні роки завдяки внескам Вольфганга Паулі, Юджина Вігнера, Паскуаля Йордана, Вернера Гейзенберга та елегантної формули квантової електродинаміки завдяки Енріко Фермі фізики прийшли до думки, що в принципі можна буде виконати будь-які обчислення для будь-якого фізичного процесу за участі фотоні та заряджених частинок. Однак подальші дослідження Фелікса Блоха з Арнольдом Нордсіком та Віктором Вайскопфом у 1937 та 1939 рр. показали, що такі обчислення були надійними лише при першому порядку теорії збурень, на яку вже вказував Роберт Оппенгеймер. При вищих порядках у рядах виникали нескінченності, що позбавляло сенсу такі обчислення і викликало серйозні сумніви щодо внутрішньої узгодженості самої теорії. Не знавши на той час рішення цієї проблеми, виявилося, що існувала принципова несумісність між спеціальною теорією відносності та квантовою механікою.
У грудні 1938 р. німецькі хіміки Отто Ган і Фріц Штрасман надіслали до Naturwissenschaften рукопис, повідомивши, що вони виявили елемент барій після бомбардування урану нейтронами; одночасно вони передали ці результати Лізі Майтнер. Мейтнер та її племінник Отто Роберт Фріш правильно інтерпретували ці результати як поділ ядер. Фріш підтвердив це експериментально 13 січня 1939 р. У 1944 році Ган отримав Нобелівську премію з хімії за відкриття ядерного поділу. Деякі історики, які задокументували історію відкриття ядерного поділу, вважають, що Мейтнер має бути нагороджена Нобелівською премією разом з Ганом.
Труднощі з квантовою теорією зростали до кінця 1940 року. Удосконалення мікрохвильової технології дозволило проводити точніші вимірювання зсуву рівнів атома Гідрогену тепер відомий як Лембів зсув та магнітний момент електрона. Ці експерименти однозначно виявили розбіжності, які теорія не змогла пояснити. Винайшовши в 1950-х роках бульбашкові та іскрові камери, у фізиці частинок експериментально виявили велику і постійно зростаючу кількість частинок, званих адронами. Здавалося, що така велика кількість частинок не може бути вся бути основними.
Незабаром після закінчення війни в 1945 р. Bell Labs створили фізичну групу твердого тіла, яку очолили Вільям Шоклі та хімік Стенлі Морган та інші члени, включаючи Джона Бардіна та Валтера Браттейна, фізика Джеральда Пірсона, хіміка Роберта Гібні, експерта з електроніки Гілберта Мура та кількох техніків. Їхнім завданням було знайти твердотільну альтернативу крихким скляним електровакуумним лампам. Їхні перші спроби були засновані на ідеях Шоклі про використання зовнішнього електричного поля напівпровідника для впливу на його провідність. Ці експерименти щоразу виявлялися невдалими у всіх видах форм та матеріалах. Група зайшла в глухий кут, доки Бардін не запропонував теорію, яка використовувала поверхневі стани, які перешкоджали проникненню поля в напівпровідник. Група змінила напрямок вивчення цих поверхневих станів.
Що стосується проблем в експериментах з електронами, шлях до рішення дав Ганс Бете. У 1947 році, коли він їхав поїздом до Скенектаді з Нью-Йорка, після виступу на конференції на острові Шелтер на цю тему, Бете завершив перше нерелятивістське обчислення зсуву ліній атома водню, виміряні Лембом і Ретерфордом. Незважаючи на обмеження обчислень, композиція була чудовою. Ідея полягала просто в тому, щоб прикріпити нескінченності до поправок маси та заряду, які були фактично зафіксовані на кінцевій величині експериментами. Таким чином, нескінченності поглинаються цими константами і дають кінцевий результат, що добре узгоджується з експериментами. Цю процедуру назвали перенормуванням.

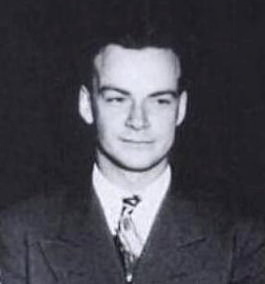
Річард Фейнман

Ґрунтуючись на інтуїції Бете та фундаментальних статтях з цього приводу Синітіро Томонага, Джуліана Швінгера, Річарда Фейнмана та Фрімена Дайсона, нарешті вдалося отримати повністю коваріантні формулювання, які були скінченними в будь-якому порядку в ряді збурень квантової електродинаміки. В 1965 році за роботу в цій галузі Синітіро Томонага, Джуліан Швінгер і Річард Фейнман були разом нагороджені Нобелівською премією з фізики. Їх внески, як і внесок Фрімена Дайсона, стосувався коваріантних та калібровано-інваріантних формулювань квантової електродинаміки, які дозволяють обчислювати спостережувані в будь-якому порядку теорії збурень. Математична техніка Фейнмана, заснована на його діаграмах, спочатку здавалась сильно відмінною від теоретично-польового підходу, заснованого на операторах, Швінгера та Томонага, але Фріман Дайсон пізніше показав, що ці два підходи були рівнозначними. Перенормування, необхідність вкладати фізичний зміст у певні розбіжності, що з'являються в теорії за допомогою інтегралів, згодом стало одним із фундаментальних аспектів квантової теорії поля і стали розглядати як критерій загальної прийнятності теорії. Незважаючи на те, що перенормування дуже добре працює на практиці, Фейнман ніколи не був цілком задоволений своєю математичною обґрунтованістю, навіть маючи на увазі перенормування як «гру в оболонку» і «фокус-покус». КЕД служила зразком і шаблоном для всіх наступних квантових теорій поля. Пітер Хіггс, Джеффрі Голдстоун та інші, Шелдон Лі Ґлешоу, Стівен Вайнберг та Абдус Салам незалежно один від одного показали, як слабку ядерну взаємодію та квантову електродинаміку можна об'єднати в єдину електрослабку взаємодію.
Роберт Нойс рахував когнценцію ізоляції p — n-переходу Курта Леговця одна з трьох фундаментальних технологій, які зробили можливим створення монолітних інтегральної схеми. Джек Кілбі записав свої початкові ідеї щодо інтегральної схеми в липні 1958 р. та успішно продемонстрував першу працючу інтегральну схему 12 вересня 1958 р. У своїй заявці на патент від 6 лютого 1959 р. Кілбі описав свій новий пристрій як «корпус напівпровідникового матеріалу …, де всі компоненти електронної схеми повністю інтегровані». Кілбі отримав Нобелівську премію з фізики у 2000 році за свою частину винаходу інтегральної схеми. Роберт Нойс також висловив власну ідею інтегральної схеми на півроку пізніше, ніж Кілбі. Чіп Нойса вирішив багато практичних проблем, яких у Кілбі не було. Чіп Нойса, виготовлений у Fairchild Semiconductor, був виготовлений з кремнію, тоді як чіп Кілбі — з германію.
Філо Фарнсуорт розробив Фарнсуорт — Гірш Фузор, або просто фузор, апарат, розроблений Фарнсуортом для створення керованого ядерного синтезу. На відміну від більшості керованих систем термоядерного синтезу, які повільно нагрівають магнітно-обмежену плазму, фузор вводить високотемпературні іони безпосередньо в реакційну камеру, тим самим уникаючи значної складності. Коли Фарнсуорт-Гірш Фузор був вперше представлений у світі досліджень термоядерного синтезу наприкінці 1960-х, фузор був першим пристроєм, який міг чітко продемонструвати, як ним отримують реакції термоядерного синтезу. Тоді були великі сподівання, що його можна швидко перетворити на практичне джерело живлення. Однак, як і в інших експериментах з термоядерного синтезу, розробка джерела живлення виявилася важкою. Тим не менше, фузор з тих пір став зручним джерелом нейтронів і комерційно випускався для цієї цілі.

### Порушення парності
Дзеркальне відображення електромагніту створює поле з протилежною полярністю. Таким чином, північний та південний полюси магніту мають однакову симетрію, як лівий та правий. До 1956 року вважалося, що ця симетрія є досконалою, і що технік не зможе розрізнити північний та південний полюси магніту, без позначень, як лівий та правий. Того ж року Т. Д. Лі та К. Н. Ян передбачали незбереження парності при слабкій взаємодії. На подив багатьох фізиків, у 1957 р. CS Wu та співробітники Національного бюро стандартів США продемонстрували, що за належних умов при поляризації ядер бета-розпаду кобальту-60 переважно вивільняються електрони до південного полюса зовнішнього магнітного поля, і дещо більша кількість гамма-променів до північного полюса. Як результат, експериментальний апарат не робиться це порівняно зі своїм дзеркальним відображенням.

### Теорія електрослабкої взаємодій
Відкриття Шелдоном Ґлешоу в 1960 році способу поєднання електромагнітної та слабкої взаємодій стало першим кроком до стандартної моделі. У 1967 році Стівен Вайнберг та Абдус Салам включили механізм Хіггса в електрослабку теорію Відкриття Шелдоном Ґлешоу в 1960 році способу поєднання електромагнітної та слабкої взаємодійҐлашоу, надавши йому сучасну форму. Вважається, що механізм Хіггса створює маси всіх елементарних частинок у стандартній моделі. Сюди входять маси W- і Z-бозонів, а також маси ферміонів — тобто кварків і лептонів. Після нейтральних слабких струмів, які є опосередкованим обміном віртуальними Z бозонами були відкриті в ЦЕРНі в 1973 р. теорія електрослабкості стала широко визнаною, і за її відкриття Ґлашоу, Салам і Вайнберг розподілили Нобелівську премію з фізики 1979 р.. Бозони W і Z були відкриті експериментально в 1981 році, і їх маса виявилася такою, як передбачала стандартна модель. Теорія сильної взаємодії, якій сприяли багато, набула своєї сучасної форми приблизно в 1973–74 рр., коли експерименти підтвердили, що адрони складаються з двох або більше заряджених кварків. З впровадженням квантової хромодинаміки в 1970-х роках було доопрацьовано набір основних і обмінних частинок, що дозволило створити «стандартну модель», засновану на математиці каліброваної інваріантності, яка успішно описала всі сили, крім сили тяжіння, що залишається загальновизнаною у домені, до якого вона призначена для застосування.
«Стандартна модель» групує теорію електрослабкої взаємодії та квантову хромодинаміку в структуру, що позначається каліброваною групою SU (3) × SU (2) × U (1). Формулювання об'єднання електромагнітної та слабкої взаємодій у стандартній моделі пояснюється Абдусом Саламом, Стівеном Вайнбергом та, згодом, Шелдоном Глашоу. Після відкриття в ЦЕРНі існування нейтральних слабких струмів опосередковуються 
Z- бозони, передбачені у стандартній моделі, фізики Салам, Глашоу та Вайнберг у 1979 році отримали Нобелівську премію з фізики за свою теорію електрослабкості. З тих пір відкриття нижнього кварка (1977), верхнього кварку (1995) та тау-нейтрино (2000) надали довіри стандартній моделі. Через його успіх у поясненні широкого спектру експериментальних результатів.

## 21 століття

### Електромагнітні технології
Існує низка нових перспекних технологій. До 2007 року твердотільні мікрошарові електричні двошарові конденсатори на основі сучасних суперіонних провідників використовувались для низьковольтової електроніки, наприклад, наноелектроніки глибокої напруги та суміжних технологій (22нм технологічний вузол CMOS і більші). Крім того, в 2007 році командою під керівництвом І Цуя був винайдений нанодротинний акумулятор, літій-іонний акумулятор.

#### Магнітний резонанс
Пол Лотербур з Університету Іллінойсу в Урбана-Шампейн і сер Пітер Менсфілд з Ноттінгемського університету були нагороджені Нобелівською премії 2003 року з фізіології та медицини за свої «відкриття» щодо магнітно-резонансної томографії та використанні її в медицині.єю Цитата Нобеля підтвердила розуміння Лаутербуром використання градієнтів магнітного поля для визначення просторової локалізації, відкриття, яке дозволило швидко отримувати 2D-зображення.

#### Бездротова електрика
Бездротова електрика — це форма бездротової передачі електрики, тобто здатність передавати електричну енергію віддаленим об'єктам без проводів. Термін WiTricity був введений в 2005 році Дейвом Гердінгом, а пізніше використаний для проекту під керівництвом проф. Марин Солячич у 2007 р. Він та його асистенти зробили першу ефективну передачу електроенергії без випромінення на відстань двох метрів включивши лампу на 60 ватт. Ефективність передачі енергії склала 40 %. Ця технологія потенційно може бути використана в самих різноманітних сферах включаючи побутове споживання, промисловість, а також в медичній та військовій. Його мета — зменшити залежність від акумуляторів. Подальші розробки в цій технології включають передачу інформації — вона не заважатиме радіохвилям і, отже, може використовуватися як дешевий та ефективний пристрій зв'язку без необхідності отримання ліцензії або державного дозволу.

### Теорії об'єднання
Теорії великого об'єднання (ТВО) — це модель у фізиці елементарних частинок, в якій при високій енергії три каліброваних інваріантності за стандартної моделі, що містять електромагнітні, слабкі та сильні сили буде об'єднано в єдину силу, це спроба побудови єдиної теорії трьох із чотирьох фундаментальних взаємодій: слабкої, електромагнітної та сильної. Було запропоновано багато зразків, але жоден з них не підтверджений безпосередньо експериментальними доказами. ТВО часто розглядають, як проміжні кроки до «Теорії всього», що описує всі відомі фундаментальні взаємодії теоретичної фізики, яка повністю пояснює і пов'язує всі відомі фізичні явища, і, в ідеалі, має прогнозуючу силу для результату будь-якого експерименту, який може здійснюватися в принципі. Жодна така теорія ще не була прийнята фізичним товариством.

### Відкриті проблеми
Магнітний монополь в квантовій теорії магнітного заряду розпочався з роботи фізика Поль А. М. Дірака в 1931 році. Він опублікував декілька статей присвячених проблемі т.з. магнітного монополя (тому в подальшому цю гіпотетичну частку почали називати монополем Дірака). Виявлення магнітних монополів є відкритою проблемою в експериментальній фізиці. У деяких теоретичних моделях магнітні монополі навряд чи будуть спостерігатися, оскільки вони занадто масивні, щоб їх можна було створити в прискорювачах частинок, а також надто рідкісні у Всесвіті, щоб з великою ймовірністю потрапити в детектор частинок.
Після більш ніж двадцяти років інтенсивних досліджень походження високотемпературної надпровідності все ще не з'ясовано, але здається, що замість електрон-фононої взаємодії, як у звичайній надпровідність, треба мати справу з справжніми електронними механізмами (наприклад, за допомогою антиферомагнітних кореляцій), а замість S -хвилі спарювання d-хвиль є істотними. Однією метою всіх цих досліджень є надпровідність кімнатної температури.